# Hórreo gallego

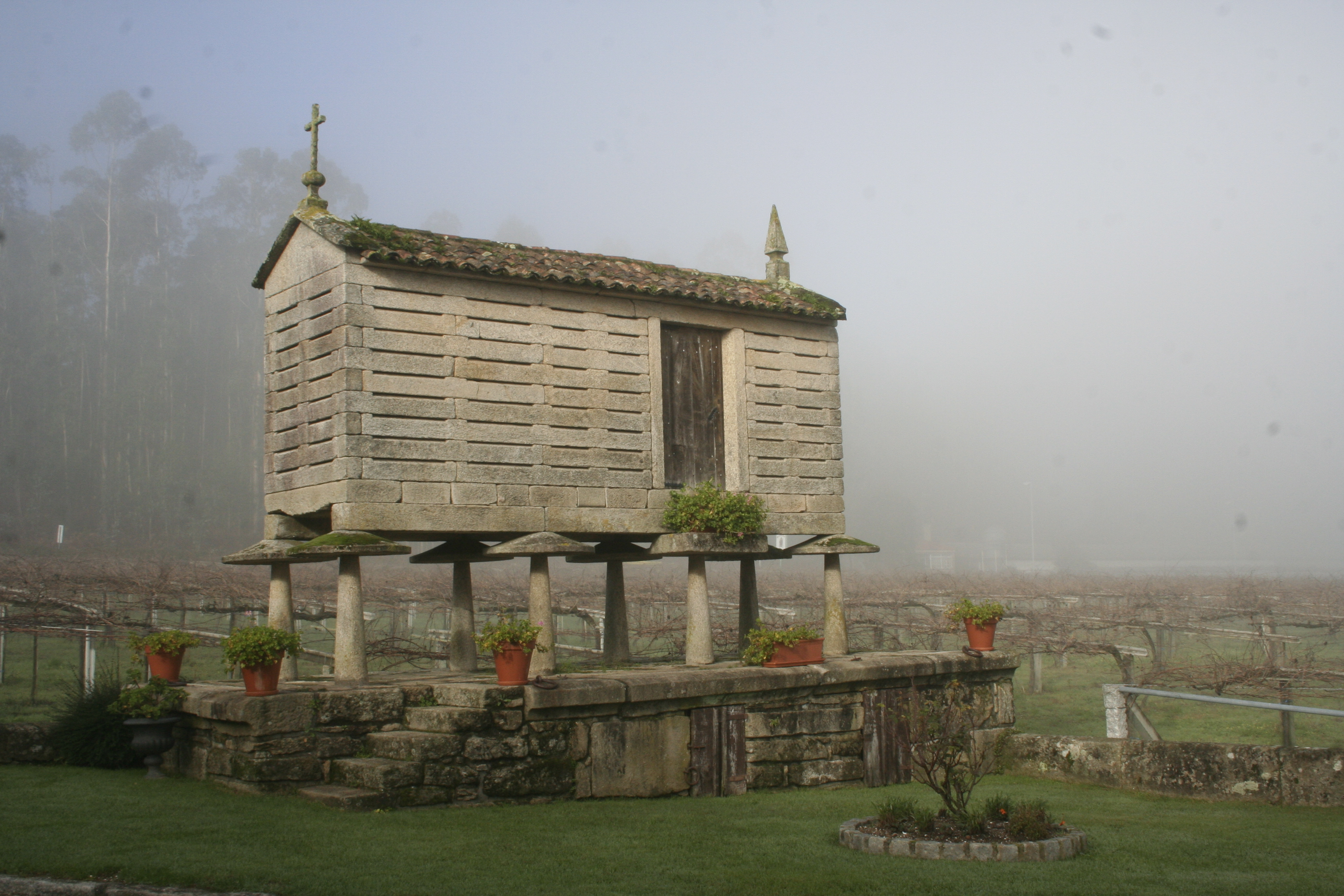
Hórreo de piedra sobre columnas y solera de cantería en Pontevedra.

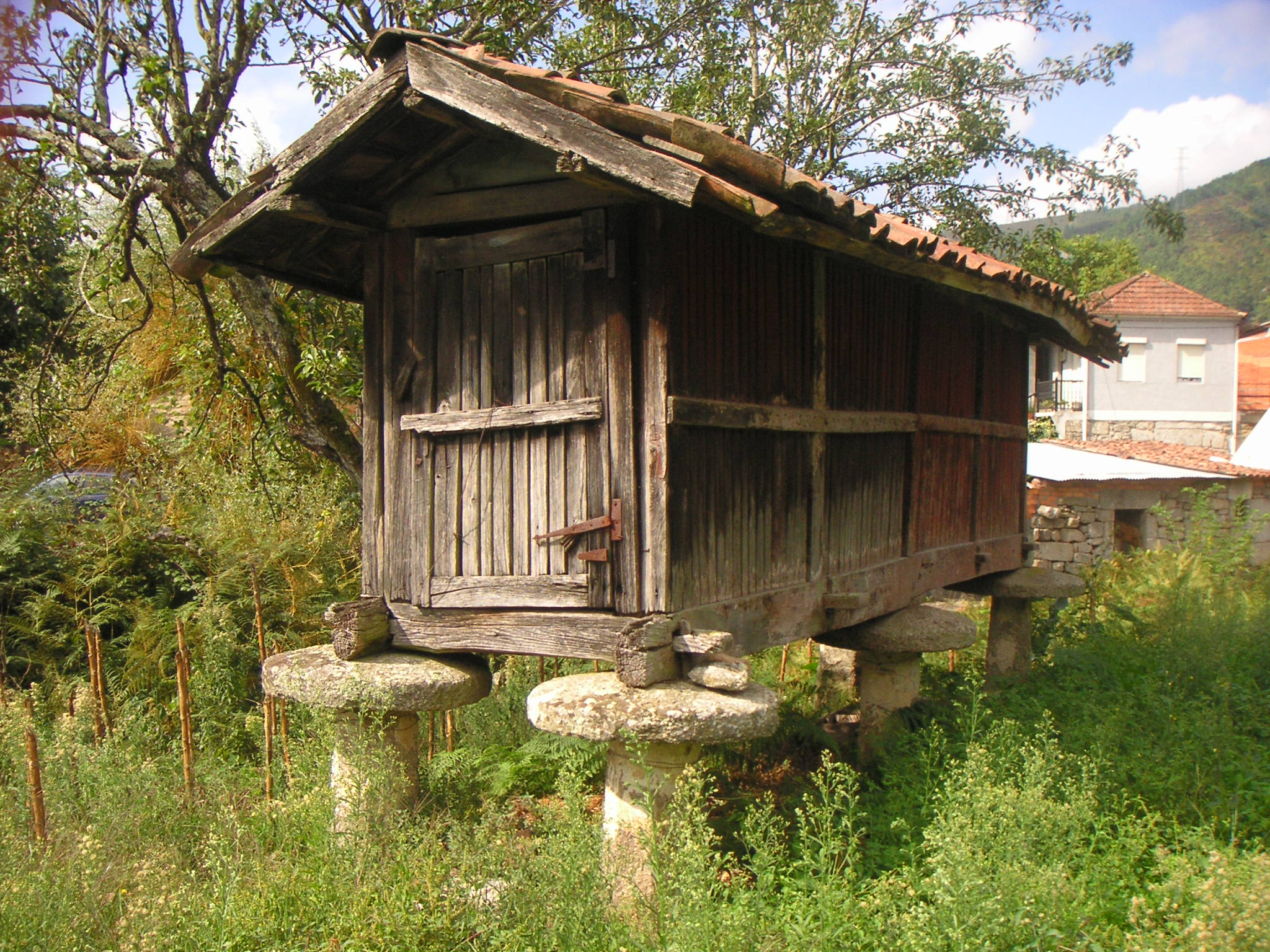
Hórreo de madera sobre columnas de granito en Allariz.

El hórreo gallego es un tipo específico de hórreo de Galicia, una construcción de uso agrícola destinada a secar, curar y guardar el maíz y otros cereales antes de desgranarlos y molerlos. Consta de una cámara de almacenaje oblonga, estrecha y permeable al paso del aire, separada del suelo para evitar la entrada de humedad y animales. 
En Galicia conviven tres tipologías básicas de hórreo: el tipo gallego (también llamado «gallego-portugués»), el tipo asturiano y el hórreo de varas, menos elaborado y que comprende pequeños graneros portátiles ligeros, hechos de materiales vegetales. En el nordeste de Galicia y en el occidente de Asturias es fácil encontrar hórreos del tipo gallego y del tipo asturiano en el mismo lugar, aunque con diferente denominación.
El origen del término hórreo nos remite al latín horreum, que designaba a un edificio en el que se guardaban frutos del campo, especialmente el grano. La primera representación gráfica de un hórreo nos remonta hasta el siglo XIII, en las Cantigas de Santa María, atribuidas a Alfonso X el Sabio.
En sus inicios, el uso de los graneros aéreos en Galicia va unido al cultivo del mijo, que ya se practicaba en la cultura de los castros, cultivo que perduró durante la Edad Media y que fue posteriormente sustituido por el maíz a partir de su llegada a Europa en el siglo XVII.
El pan era el alimento fundamental de la población, y con la introducción del maíz el incremento de la producción de cereal panificable mejoró las condiciones de vida de la gente del campo, así como las rentas de la tierra, principalmente en forma de diezmos pagados en diversas especies a señores seglares, muchos de ellos hidalgos rurales intermediarios de señores eclesiásticos en la percepción de las rentas y los grandes hórreos se situaban en las proximidades de las iglesias y casas rectorales.
En 1973 se aprueba un Decreto de protección por parte del estado español de todos los hórreos y cabazos antiguos existentes en Galicia y Asturias, que intentaba atajar las consecuencias del abandono del modo de vida rural y la pérdida de uso de los hórreos. Algunos de los hórreos gallegos tienen la consideración de Monumento histórico-artístico, como el de la rectoral de Santa Comba de Carnota, construido en 1768, o la agrupación de hórreos de Combarro.
El hórreo más largo de Galicia es el de Araño (Rianjo) con 37,05 m de longitud, el más alto se eleva hasta los ocho metros y medio, la hórrea de mayor capacidad se encuentra en Poyo, tiene un volumen interior de 123,25 m³ y se sostiene sobre 51 pies, y aunque tradicionalmente son de planta rectangular, existen hórreos cuadrados, redondos, en forma de ele y hasta uno octogonal, en Fonsagrada. Se calcula que en 2004 había en torno a 30 000 hórreos, aunque su número decrece con rapidez.

## Extensión geográfica

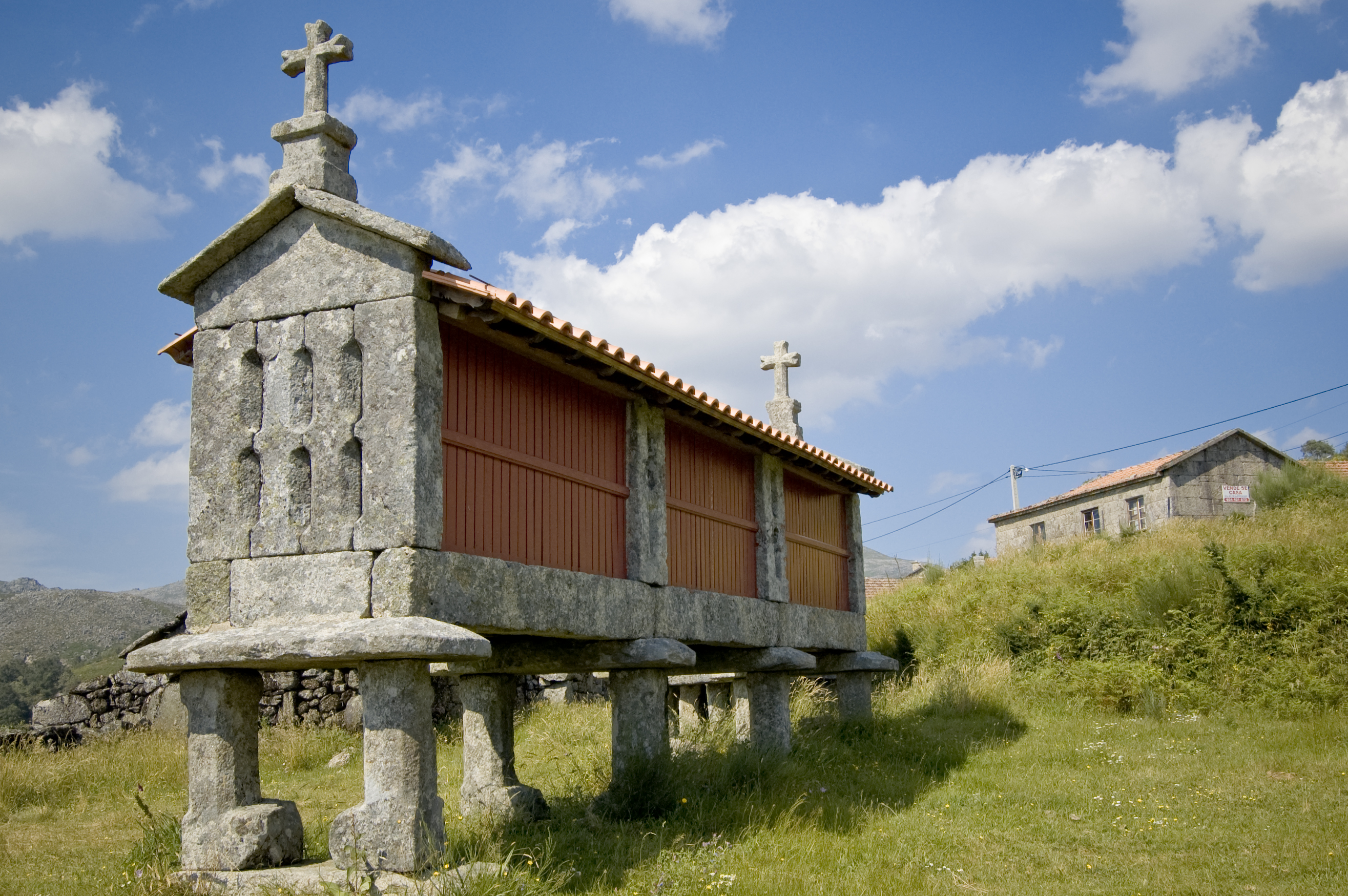
Espigueiro en Geres, Portugal; hórreo mixto de cantería y madera.

El uso del hórreo gallego se extiende por la mayor parte del territorio de Galicia, occidente asturiano hasta el Navia, y norte de Portugal, especialmente por aquellas zonas de clima más oceánico. Las zonas montañosas del este de Orense y del sureste de Lugo, así como el nordeste de Portugal carecen de hórreos. En su territorio encontramos diferentes denominaciones y variantes tipológicas, a las que no es fácil definirles áreas geográficas propias, pues es habitual encontrarse diferentes subvariantes en uso en un mismo lugar.
Independientemente de los medios secundarios empleados por el labrador para secar el grano, puede admitirse que los hórreos se extienden por todo el territorio de las provincias de La Coruña y Pontevedra. No se emplean en la zona de la provincia de Orense situada al oriente de la región de Limia y en el cuadrante sudeste de la de Lugo, ya en zonas climáticas más favorables al cultivo de cereales de montaña y menos propicios para el del maíz.
Ya fuera de Galicia, en Portugal se emplean espigueiros, que son variantes del mismo tipo arquitectónico, y que a su vez presentan algunas subvariantes locales. Se presentan en la faja más inmediata a la costa, un área que llega hasta el río Mondego, dejando una zona vacía en la franja costera más inmediata, al sur de Oporto.

## Denominación
El uso del hórreo se extiende por toda Galicia, con la excepción de algunas zonas del sudeste. La misma tipología se extiende también por el extremo occidental de Asturias, donde es llamado cabazo, y por el norte de Portugal, incluido el margen izquierdo del río Duero, donde se le conoce como espigueiro, canastro o caniço. En Galicia recibe diferentes nombres según la zona: hórreo u hórrio en el centro-norte, cabazo en el noroeste de La Coruña, cabozo en el norte de Lugo, canastro en la zona sur, más raramente canasto, cabaceiro entre el centro y el nordeste de Orense, igual en la misma dirección en Lugo, pero mezclado con formas más cerradas (cabeceiro, cabeceira, cabaceira), canizo entre la ría de Vigo y el río Miño, piorno en el Salnés, cabana más en el interior, paneira en el Morrazo, orno u órneo en el cabo del Morrazo, hórreo u horro los de tipo asturiano en el este de Lugo; y otros apelativos de menor extensión.

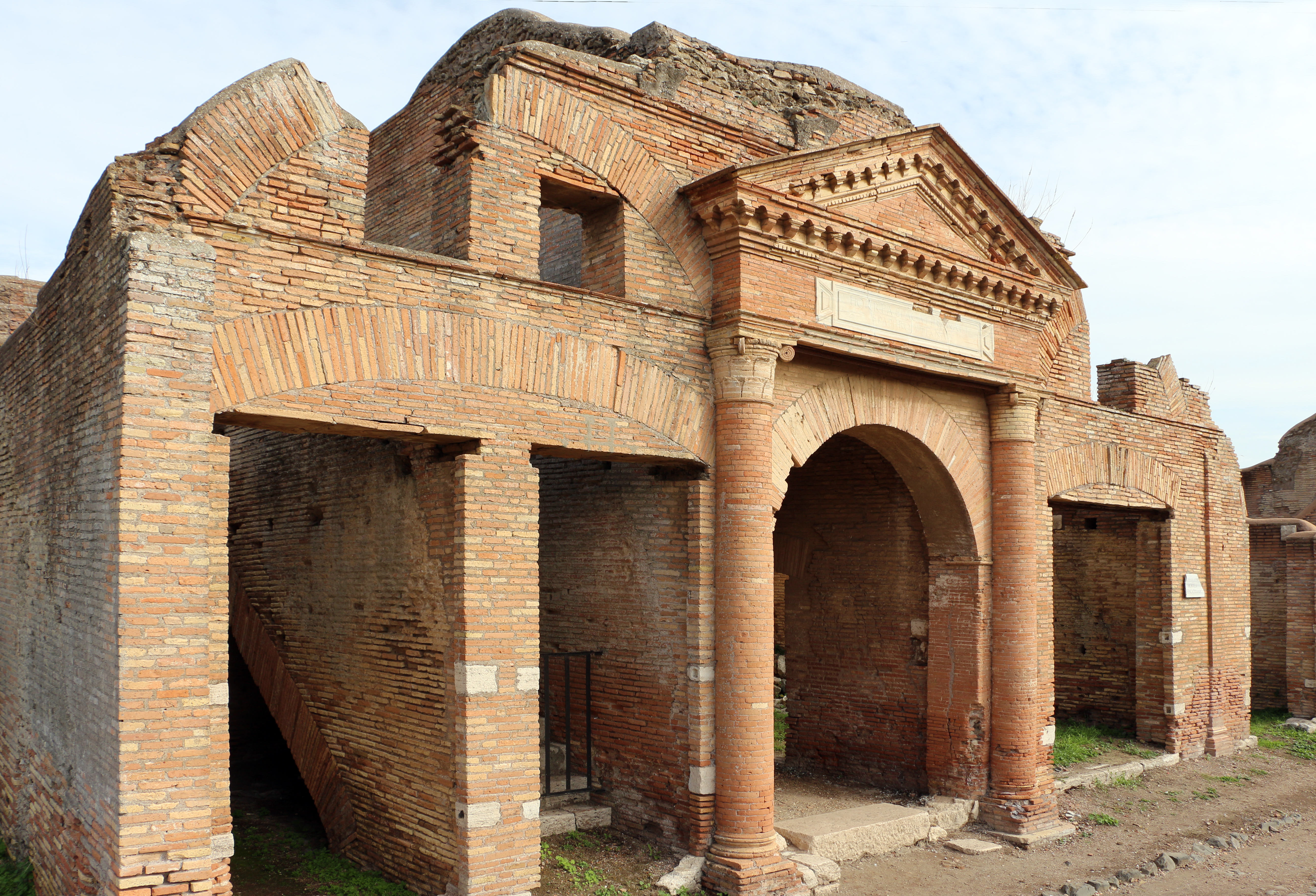
El Horrea Epagathiana et Epaphroditiana, es un horreum situado en Ostia.

- Hórreo. La explicación más aceptada del origen del término hórreo y de sus variantes hórrio, orno y órneo remite al latín horreum (a su vez del griego ὡρεῖον, σιτοφυλακεῖον, ἀποθήκη, granero), que designaba a un edificio en el que se guardaban frutos del campo, especialmente el grano.[8][9] Durante el Imperio el término horreum se empleaba para cualquier lugar destinado a conservar cosas de cualquier naturaleza, ya fuera vino (horrea vinearia), mercancías y provisiones (horreum penarium).[8] Sin embargo, otros autores consideran que el actual hórreo deriva de un órreo prerromano presente en la toponimia y en la hidronimia, y que ya tendría el significado de silo para el grano.[10]

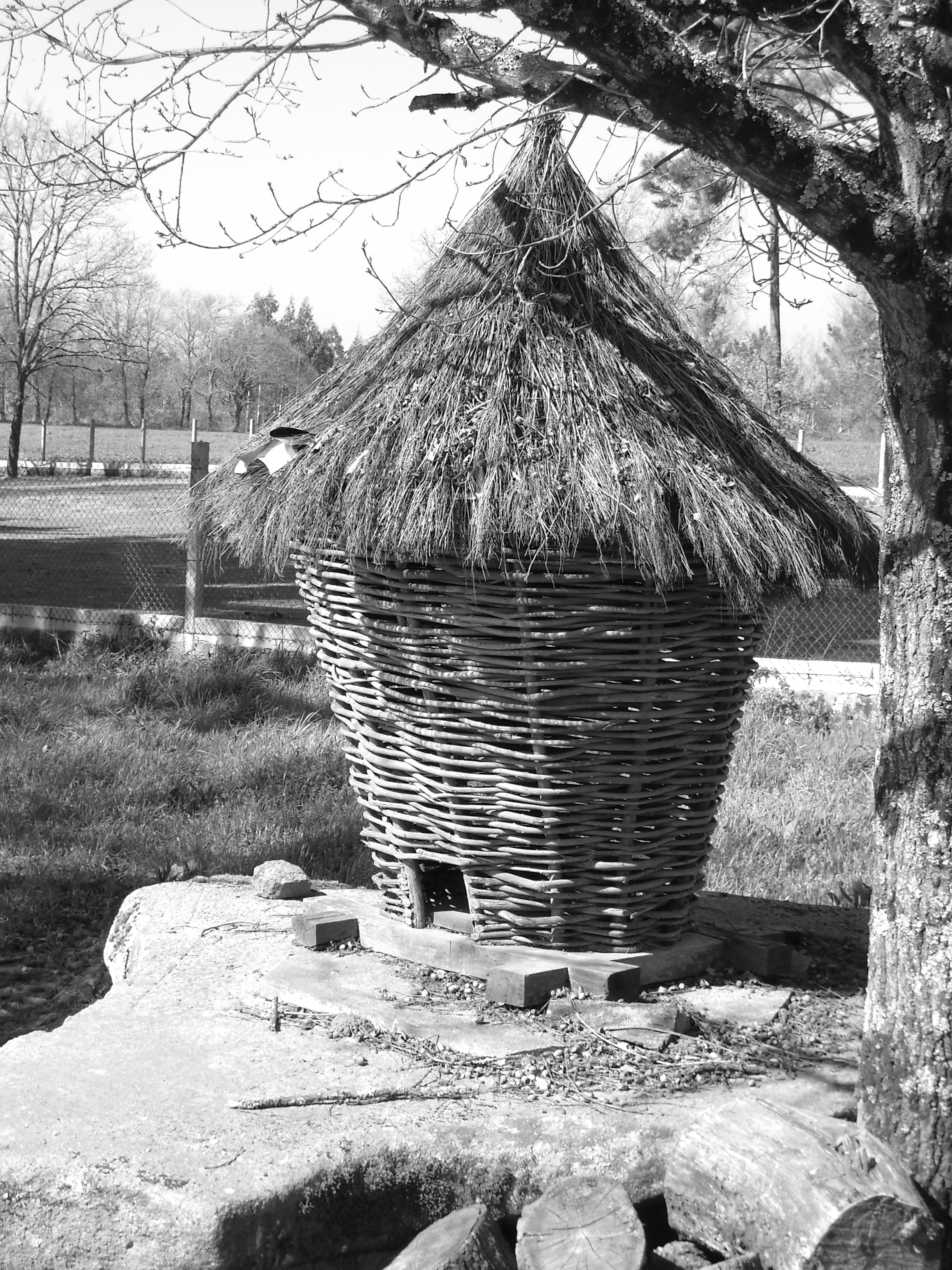
Cabazo de cesto y techo vegetal en Orosa (Palas de Rey).

- Cabazo. La palabra cabazo y sus variantes (cabozo, cabaceiro, cabeceiro, cabeceira y cabaceira) provienen, según Trapero Pardo, del término cabaza (calabaza), fruto que frecuentemente se dejaba secar en las placas situadas entre los pilares y el hórreo cuyo fin es impedir que pequeños roedores puedan acceder al interior del mismo. Según Corominas proviene de una calapaccia prerromana, que significaba «cubierta a modo de cáscara», probablemente en alusión al tejado vegetal.[11] Otra explicación relaciona la palabra cabazo con el término latino capio, capere, empleado para nombrar contenedores e instrumentos de capacidad. La palabra celeiro o cileiro provienen de un cellarium latino, de cella, silo o bodega bajo tierra.[10] El término cabazo designa principalmente al hórreo de varas, pero por similitud funcional se emplea por zonas para nombrar al hórreo gallego.

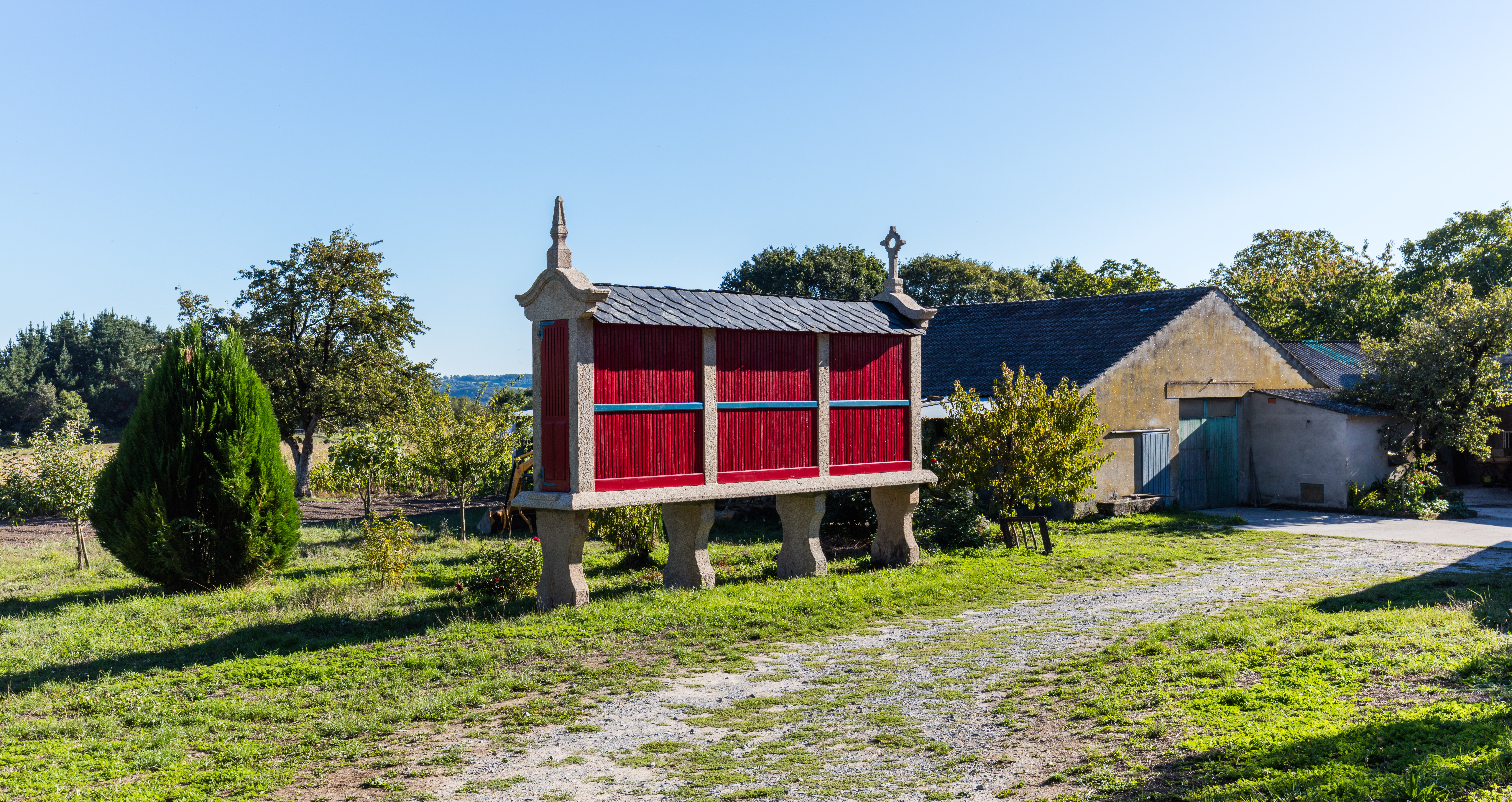
Hórreo de reciente construcción en Vilei (Lugo), junto al Camino de Santiago.

- Canastro. Del latín canistrum, cesto de mimbre. El nombre se empleaba originalmente para denominar al hórreo de varas, pero se extendió especialmente por el sur de la provincia de Orense. Hace referencia al arte de elaboración de las paredes del hórreo.

- Paneira. La paneira, del latín panarium (derivado de panis, pan) es el depósito en el que se guarda el grano. En Asturias se llama panera al hórreo de más de cuatro pilares o pegollos, y en el hórreo tipo Ribadeo la paneira es el piso intermedio del hórreo de tres niveles. En esta variante tipológica, el primer nivel o celeiro se emplea para guardar las patatas, el segundo o paneira para guardar el centeno y el trigo, y el superior u hórreo para las mazorcas del maíz.

- Piorno. Del latín viburnum, mimbre. Es el nombre de una fibra vegetal que se emplea para tejer cestos y cabazos. Se llama así al hórreo principalmente en la provincia de Pontevedra, aunque también se denomina así a una tipología en sí misma.

## Origen e historia

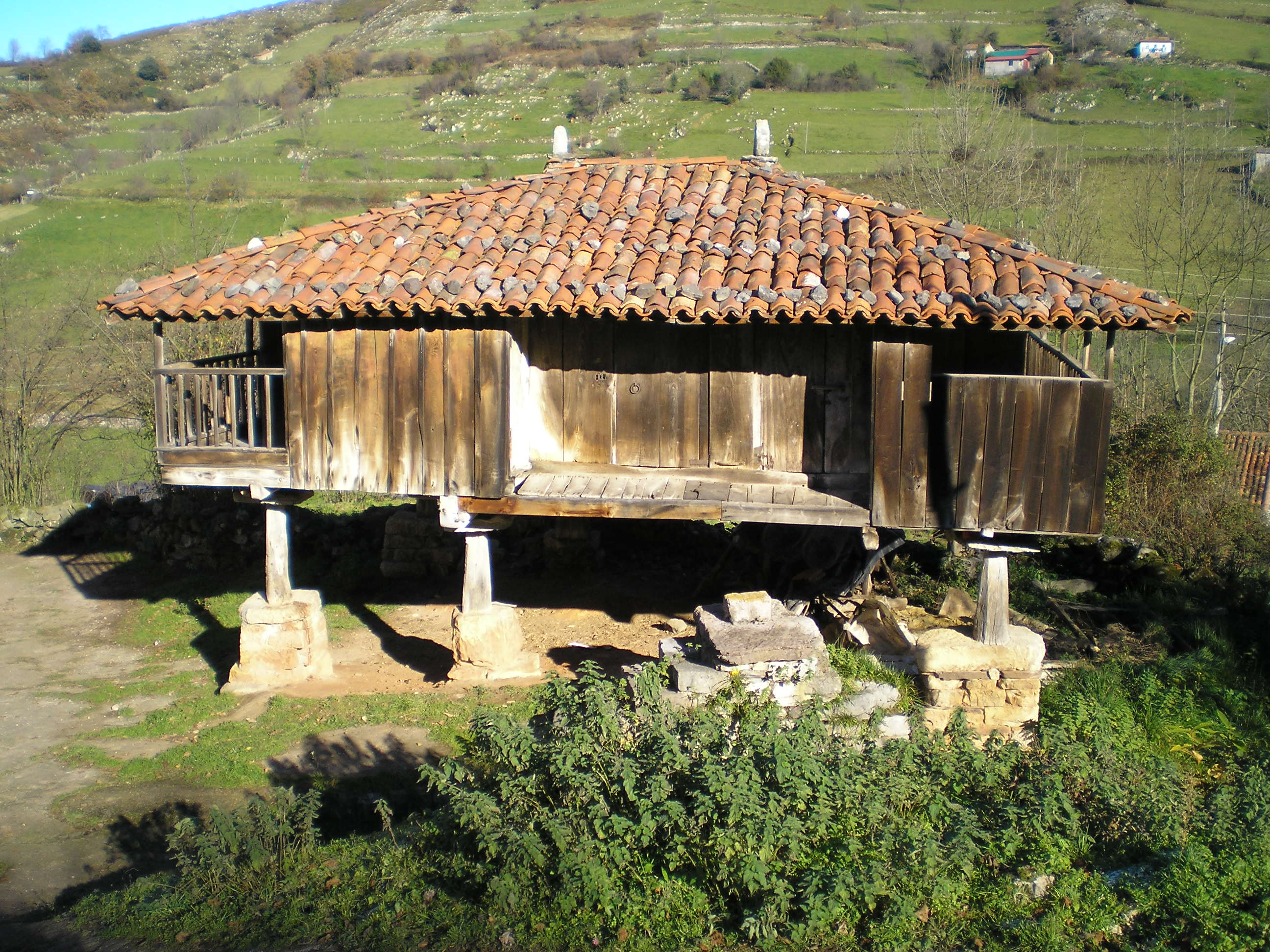
Hórreo de cámara rectangular, en Asturias.

El área de expansión del hórreo gallego coincide aproximadamente con los límites de la Galicia histórica, con una correspondencia exacta por el este con el límite lingüístico. Así, mientras el hórreo de cámara cuadrada tiene parentesco con construcciones análogas de la Europa central y septentrional, propias de poblaciones dedicadas al pastoreo, el hórreo de varas, germen del actual hórreo gallego, guarda similitudes con otros de la región mediterránea propios de pueblos recolectores. Se atribuye su introducción en Galicia a pueblos preceltas de origen y cultura mediterráneas, los conocidos por el nombre de oestrimnios.
Paralelamente los profesores Dias, Veiga de Oliveira y Galhano proponen un origen suevo del hórreo de cámara rectangular, que vendría a modificar los hórreos de varas preexistentes. Esta tesis se basa en la coincidencia entre el límite de extensión del hórreo gallego y las fronteras del Reino Suevo de Galicia, en el hallazgo en territorio suevo de Alemania de una urna funeraria que reproduce un granero sobre pies y, por último, en la pertenencia del hórreo al complejo agrario instituido por los suevos.
En cualquier caso todos los autores coinciden en la diversidad de orígenes de los hórreos de cámara cuadrada (asturiano, cántabro, vasco-navarro y leonés) y los de cámara rectangular (gallego y portugués).

### Antecedentes

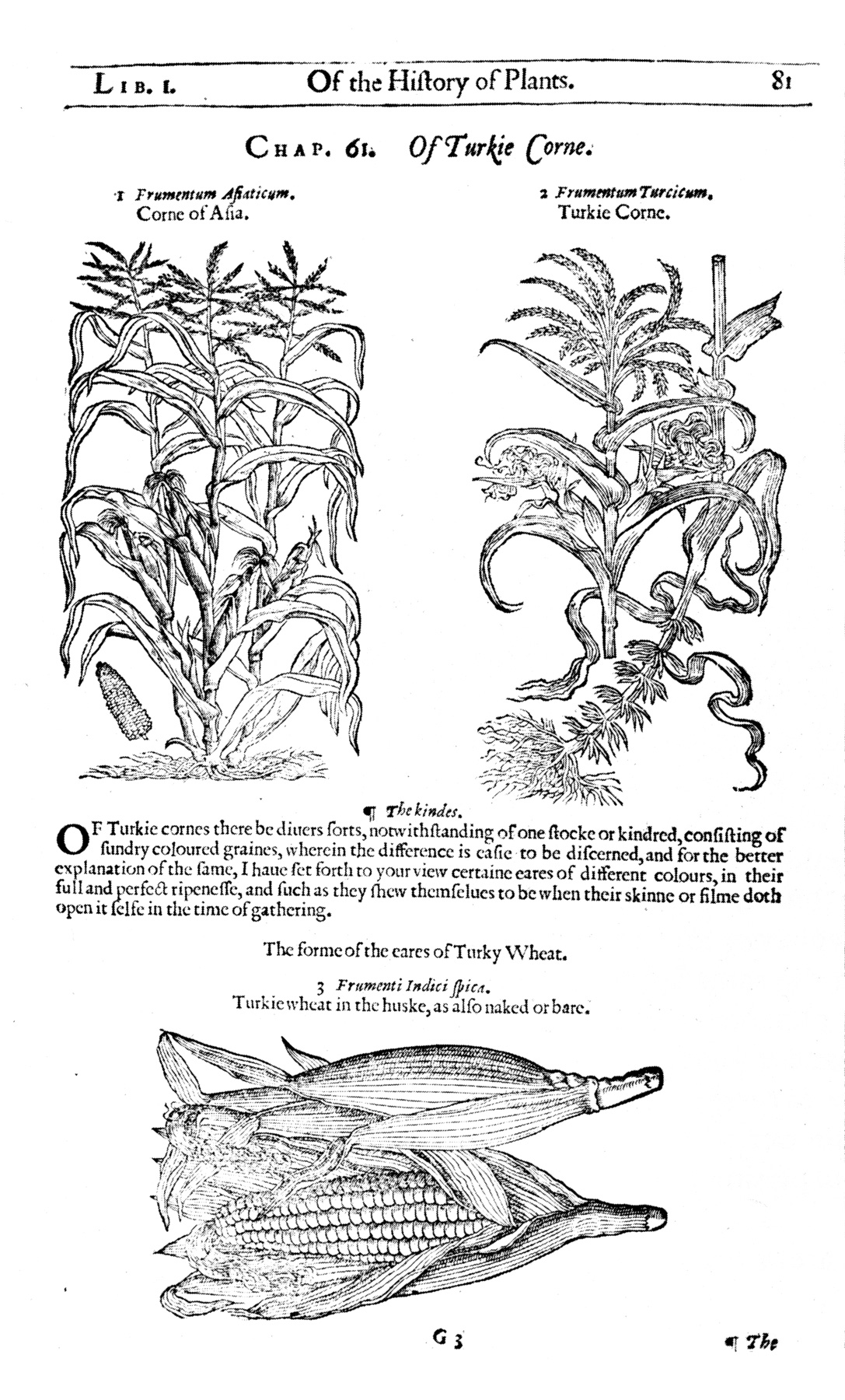
El maíz en un herbario de 1633.

El uso de los graneros aéreos va unido al cultivo del mijo, que ya se practicaba en la cultura de los castros, como lo demuestran los hallazgos de semillas tostadas en diversas citanias y que se conservan en el Museo Leite de Vasconcelos, en Portugal. Algunos autores ven en el hórreo una prolongación del palafito, mientras que para otros es una dependencia doméstica segregada de la casa. Sobre su origen contamos con las menciones de autores latinos, que no despejan las dudas sobre el aspecto formal de los graneros a los que hacen referencia.
Habrá que esperar hasta el siglo XIII para encontrar una representación gráfica de tres hórreos que encontramos en las Cantigas de Santa María, atribuidas a Alfonso X el Sabio, con un aspecto muy semejante al que tienen en la actualidad. Cada uno de ellos consta de una cámara estrecha y larga sobre cuatro pilares con tornarratos, una puerta con arco de herradura en la pared lateral y cubierta de teja curva a dos aguas, sin alero, sobrepenas ni crucero. Esta similitud formal sugiere que en Galicia su uso es muy anterior al inicio del cultivo del maíz, probablemente ligado al cultivo del mijo o maíz menudo. Sin embargo, la ausencia de duelas y pontones en las paredes costales no permite la ventilación del interior de la cámara, por lo que estamos ante un tipo de hórreo todavía no especializado en la conservación del maíz.
El documento gallego más antiguo en el que se encuentra una referencia al hórreo es una escritura de 1219 por la que el rey Alfonso IX les cedía el castro de Untia, lugar en el que se asienta hoy la ciudad de Betanzos, a los vecinos de la parroquia de Tiobre, hoy llamado Betanzos el Viejo. En el documento se lee «...et inde per uiam que tendit ad Orreum uestrum, excepto ipso Orreo cum suo currali...» (...y del otro lado por el camino que va a vuestro hórreo, excepto el mismo hórreo con su corral...).
La documentación notarial conservada muestra un cambio entre los siglos XVII y XVIII, cuando se pasa de registrar escasas alusiones a hórreos a encontrarlos en la mayoría de las casas campesinas, aunque de una hechura mucho más precaria de lo que estamos acostumbrados a ver: eran entramados de madera de sauce, móviles y de uso muy estacional. No hay que olvidar que, a pesar del avanzado desarrollo evolutivo al que ha llegado el hórreo, este tipo de graneros ligeros no fue desplazado y su uso continúa vigente.

### La llegada del maíz

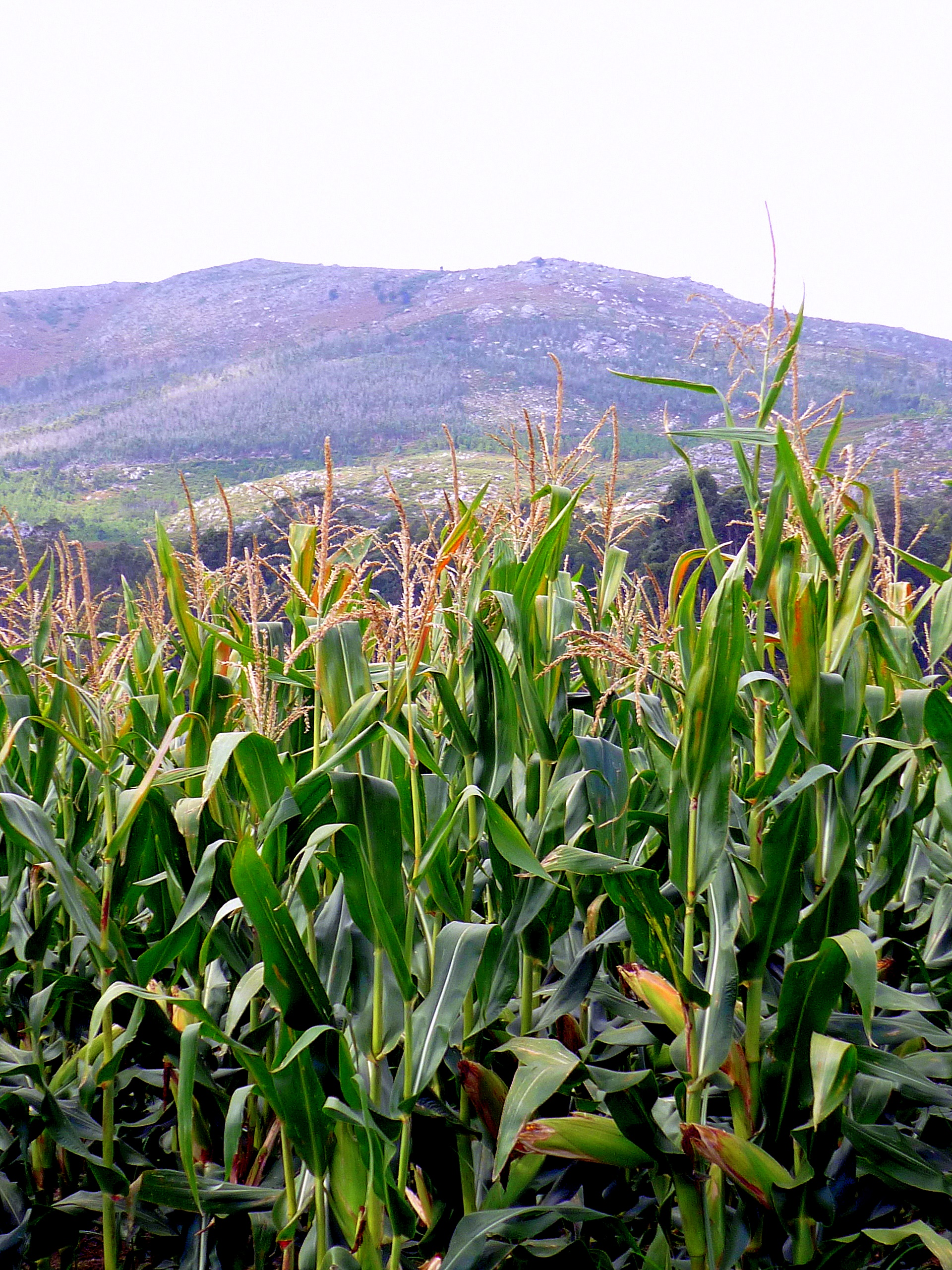
Maizal en La Coruña.

El uso del mijo no se interrumpió, como se comprueba a través de diversos documentos medievales. El primer maíz llegó a Europa en 1604, traído por el gobernador y capitán general de la provincia de la Florida, el almirante asturiano Gonzalo de Castro. En su lugar natal de Casariego y en el de su esposa, Magdalena de Luaces, de Mondoñedo, tuvieron lugar las primeras plantaciones. En el primer tercio del siglo XVII aparece documentado su cultivo en las provincias de Lugo y La Coruña, y más adelante en la de Orense, de clima menos propicio, bien andado el siglo. Con anterioridad hay constancia de que el naturalista Hernández lo llevó de América a Sevilla en 1550, y aun antes, en 1515, hay referencia a una plantación de maíz cerca de Madrid.
El nombre original del nuevo grano, maíz, fue sustituido por el del cereal al que venía a desplazar, el mijo (millo en gallego). Esta confusión hizo necesario modificar los nombres, llamando al viejo paínzo, maíz menudo o maíz de los pájaros (millo miúdo o millo dos paxaros), y al nuevo millón, millote, millo grande, millo gordo, millo graúdo e incluso la forma híbrida maínzo. Esta transposición de nombres se dio también en la boroa (pan hecho con harina de maíz), que está emparentada con las palabras bro céltica y brod germánica, ambas con el significado de pan en sus respectivos idiomas. Antes de la llegada del maíz, boroa venía a significar pan de manera genérica, del mismo modo que sus derivadas brodio y proia significaban, la primera, la sopa hecha con pan, y la segunda la torta de masa. Tras la generalización del uso del maíz la boroa pasó a ser el pan hecho de harina de maíz específicamente.
Aunque la introducción del maíz trajo como consecuencia una dieta pobre en proteínas, y debido al desconocimiento de su correcta preparación conllevó la aparición de la pelagra, una enfermedad producida por una deficiencia dietética debida a la ingesta o absorción inadecuada de vitamina B3 y que fue causante de una gran mortalidad (sobre todo en Asturias, pero también en Galicia), dado que el pan era el alimento fundamental de la población, con la introducción de esta planta de excepcional rendimiento el incremento de la producción de cereal panificable mejoró las condiciones de vida de la gente del campo, que se veía constantemente amenazada por las épocas de escasez. Al mismo tiempo la mayor producción agrícola aumentó las rentas de la tierra, principalmente en forma de diezmos pagados en diversas especies a señores seglares, muchos de ellos hidalgos rurales intermediarios de señores eclesiásticos en la percepción de las rentas. El aumento de las rentas percibidas por los principales conventos entre los siglos XVI y XVIII es muy importante, llegando en algunos casos, como en el de Bonaval, a un 300%, o el priorato de San Pedro de Lobás, con un 400%. Este incremento en la renta la hizo posible la adopción del maíz por parte del campesinado gallego.
A partir del momento de la introducción del maíz y de la patata, la vida campesina experimentó grandes cambios. Los nuevos cultivos posibilitaron el abandono del barbecho entendido a la manera tradicional, como período de descanso de cultivos, las superficies cultivadas se extendieron con nuevas rozas y cavadas, el cultivo del mijo fue abandonado y el del centeno desplazado, las tierras húmedas fueron transformadas en maizales, los prados llevados a las laderas de las montañas y los cereales a las senaras y, ocasionalmente, a las estivadas.
A partir del primer tercio del siglo XX el equipo dirigido por Cruz Gallástegui en la Misión Biológica de Galicia desarrolló variedades híbridas de maíz que pretendían aumentar la rentabilidad de su cultivo y la resistencia de la planta a la falta de agua. Asimismo en esos años el empleo de fertilizantes de origen químico comenzó a ser de uso común. Estos dos factores produjeron incrementos notables de la producción de maíz en algunas zonas de las provincias de La Coruña y Pontevedra.

### Cultivo, conservación y empleo del maíz

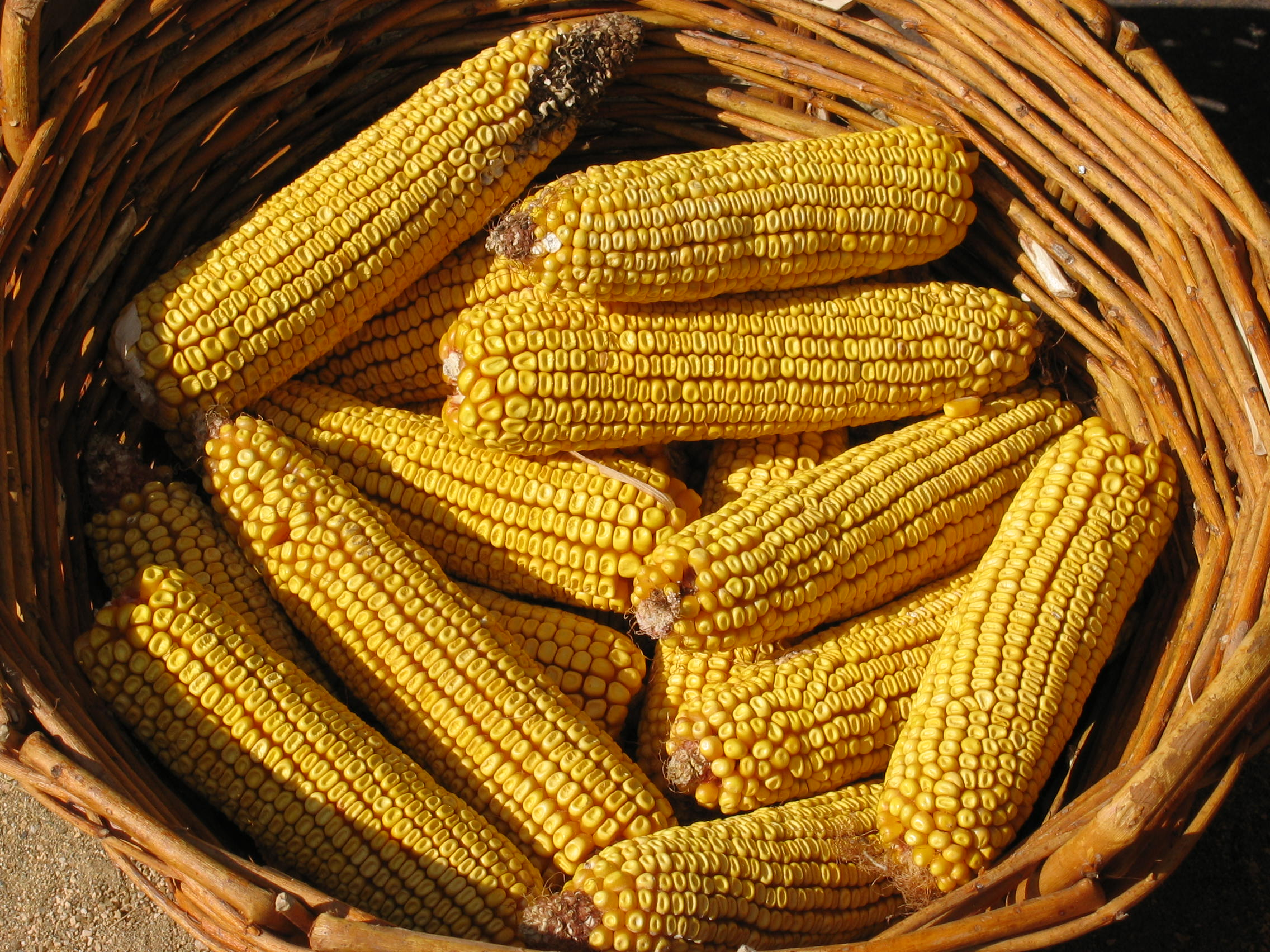
Mazorcas de maíz.

Hasta la introducción del maíz el cultivo cerealero se organizaba tradicionalmente en ciclos anuales en los que alternaban el cereal de invierno y el de verano. Los invernales solían ser trigo o bien centeno, el de verano era generalmente mijo, cereal de grano menudo que daba un pan mediocre, por lo que se mezclaba con centeno. El sistema agrario tradicional se basaba, especialmente en las zonas de predominio de las parcelas de labradío pertenecientes a varios propietarios y cerradas por una valla común, en una organización comunitaria de rotación del trabajo de pastoreo y cultivo sobre cada una de las parcelas de tierra. La aparición del maíz como nuevo cultivo de verano obligó a alterar el sistema agrario vigente hasta entonces a los plazos vegetativos del nuevo cultivo, y a desplazar las épocas de pastoreo para hacerlas coincidir con los nuevos períodos de barbecho. Esto hace a suponer que la introducción del maíz se hizo en cada lugar al mismo tiempo y por acuerdo conjunto de los vecinos.

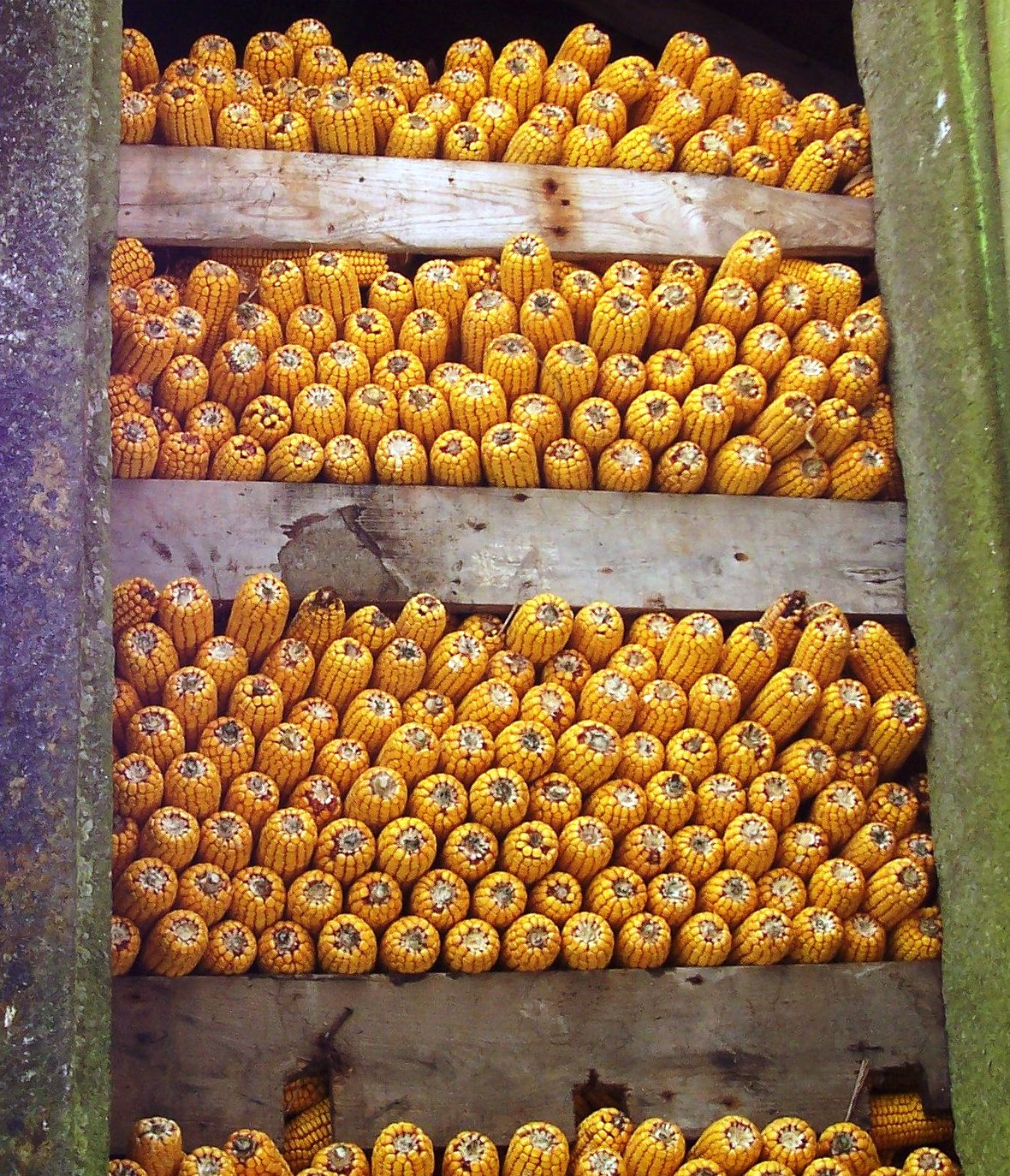
Interior de un hórreo en Ames.

El maíz es un cereal que tiene su origen en las zonas tropicales y subtropicales del continente americano. Requiere durante tres meses temperaturas no inferiores a los 18 °C durante el día y a los 13 °C durante la noche. Precisa de mucha humedad para su crecimiento, especialmente tras la floración. Gracias a la acción de los vientos marinos la distribución anual de las lluvias en Galicia corresponde a un régimen oceánico de lluvias permanentes con un marcado predominio invernal. El cultivo del maíz se hace posible como cultivo de secano y de regadío. En Galicia se adaptaron bien como cultivo de verano ciertas variedades de corto período vegetativo que fructifican antes de la llegada del otoño.
El maíz se siembra a finales de abril o comienzos de mayo y se cosecha en octubre. Como las plantas precisan guardar una cierta distancia, los primeros brotes se entresacan para aligerar los terrenos de cultivo. Gracias a esta transparencia es posible sembrar en la misma parcela cultivos intercalares tales como habas o calabazas, y si se va a dedicar a pasto de invierno se puede sembrar la hierba antes de la cosecha del maíz. Además del grano, las hojas y las cañas del maíz producen un gran volumen de forraje que permite mantener al ganado en establos.
Las peculiaridades climáticas de Galicia impiden que el maíz complete su maduración en el campo. Las mazorcas se recogen con un grado de humedad todavía elevado, por lo que para conservarlo es imprescindible secarlo y mantenerlo a temperatura controlada. Si la temperatura aumenta, en el grano húmedo se produce la hidratación del almidón, que se convierte en glucosa. Si la humedad alcanza el 30% el grano fermenta rápidamente. Para conseguir el enfriado y el secado del grano se mantiene constantemente ventilado. Por ese motivo se almacenan las mazorcas enteras, sin desgranar, para facilitar el paso del aire entre ellas.
Las mazorcas se acopian en la cámara del hórreo con la ayuda de tablas transversales que la dividen en sectores, formando tabiques efímeros y discontinuos que permiten el paso del aire. Las tablas van separadas por intervalos en los que las mazorcas van colocadas paralelamente y con la parte más estrecha hacia adentro. Si el hórreo está lleno se dispone un tabique similar en la puerta. Cuando el hórreo es muy ancho los tabiques son longitudinales y dejan entre ellos un espacio central de acceso. En cualquier caso estos tabiques provisionales no pasan de los dos tercios de la altura interior libre de la cámara y dejan siempre abierta la parte superior.

## Componentes
El del tipo gallego-portugués se compone, en esencia, de una base, una cámara, un medio de acceso y unos elementos ornamentales y simbólicos. La base tiene como finalidad alejar la cámara del suelo. La cámara, por su parte, debe poner el grano en contacto con el aire evitando que se moje. El acceso se hace a través de una escalera móvil o fija. Los ornamentos representan el poderío de la casa e invocan la protección de la divinidad. Para su resolución se emplean múltiples soluciones arquitectónicas que varían con las características climatológicas y edafológicas del lugar, con las necesidades de la casa y con la peculiar manera de hacer de cada maestro de obras.

### Elementos sustentadores

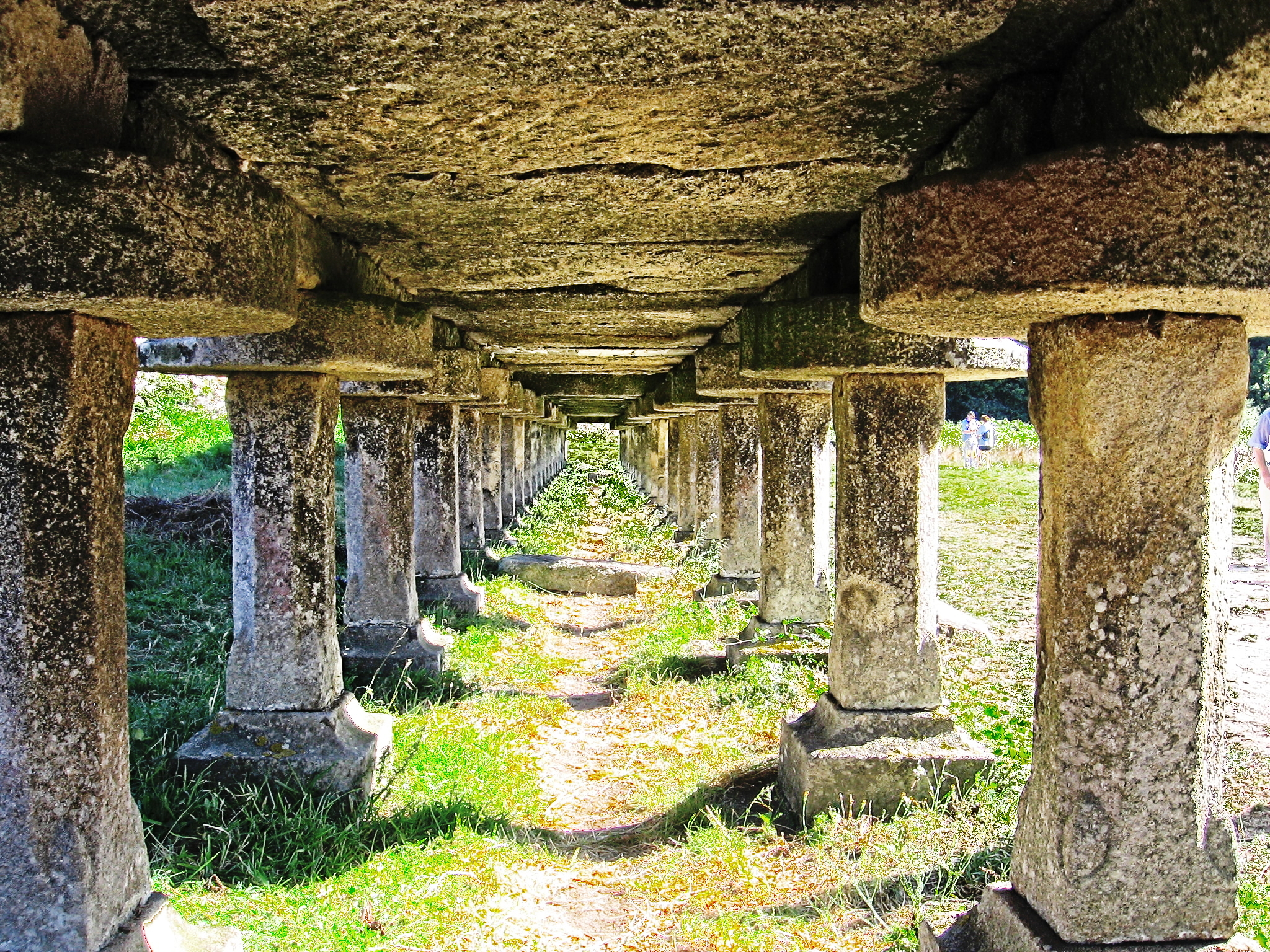
Sistema arquitrabado en el hórreo de San Mamede de Carnota.

En general existen cuatro tipos básicos de soportes: las columnas (esteos), los muros transversales (cepas), la base cerrada (celeiro) y la base maciza (cepa  maciza). Es común encontrar soluciones que combinen todas o varias de las soluciones tipo. En todos los casos siempre se interponen entre los soportes y la cámara unas piezas de pizarra o granito, planas y de escaso grosor, llamadas tornarratos (también capas, capelas, rateiras, toldas, postas o moas), que tienen como finalidad evitar el acceso de roedores y de humedad a la cámara desde el suelo. Cuando un tornarratos cubre a la vez una pareja de columnas, solución abundante en Orense y Portugal, se le denomina mesa.
Las columnas se emplean en las zonas en las que el granito es compacto y resistente, lo que se corresponde con casi toda la provincia de Pontevedra, la parte inmediata de la de Orense y el occidente de la de La Coruña. Las columnas son monolíticas y tienen formas variables tendentes siempre a la simplicidad geométrica.

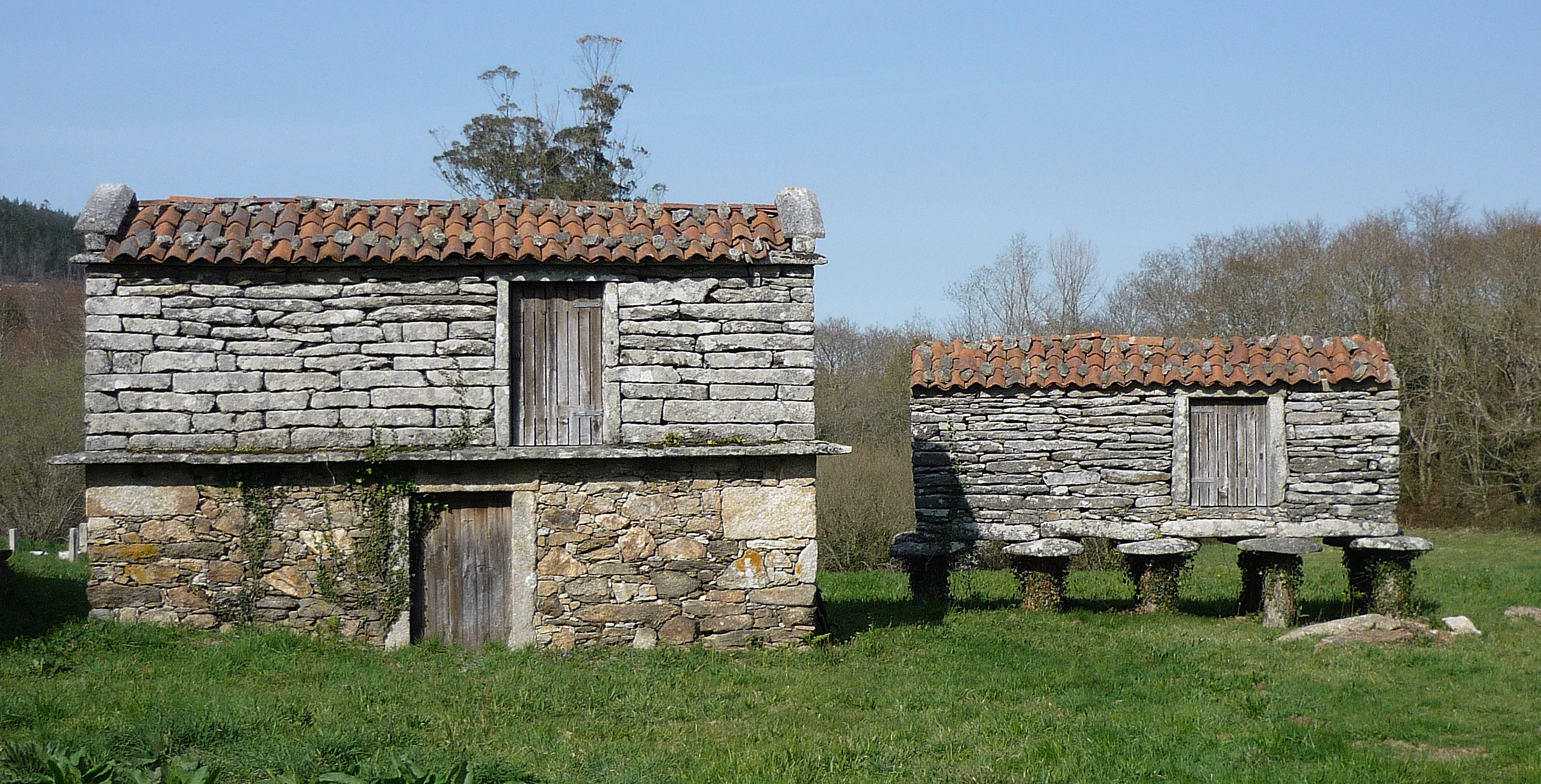
A la izquierda hórreo sobre base cerrada (celeiro), y a la derecha sobre columnas (esteos).

El uso de columnas impone una solución constructiva arquitrabada en la que escasea el uso de la mampostería en la cámara como elemento de cierre. Es corriente que los esteos tengan un ensanchamiento en el extremo inferior que le da una forma de bota, y que intenta aumentar la superficie de apoyo contra el suelo. En ocasiones las columnas descansan sobre una base pétrea, la solera, que hace las veces de pilar; en estos casos es habitual (sobre todo en los hórreos que almacenan miel) el uso de pequeños canales rodeando la base de la columna, llamados tornaformigas, que al llenarse de agua con la lluvia impiden el paso de hormigas y pequeños insectos. El número de columnas varía con la longitud del hórreo, siempre en número par. Si este está dividido en tramos, a cada uno le corresponde una pareja de columnas; la distancia entre ellos viene dada por la longitud de los dinteles longitudinales.

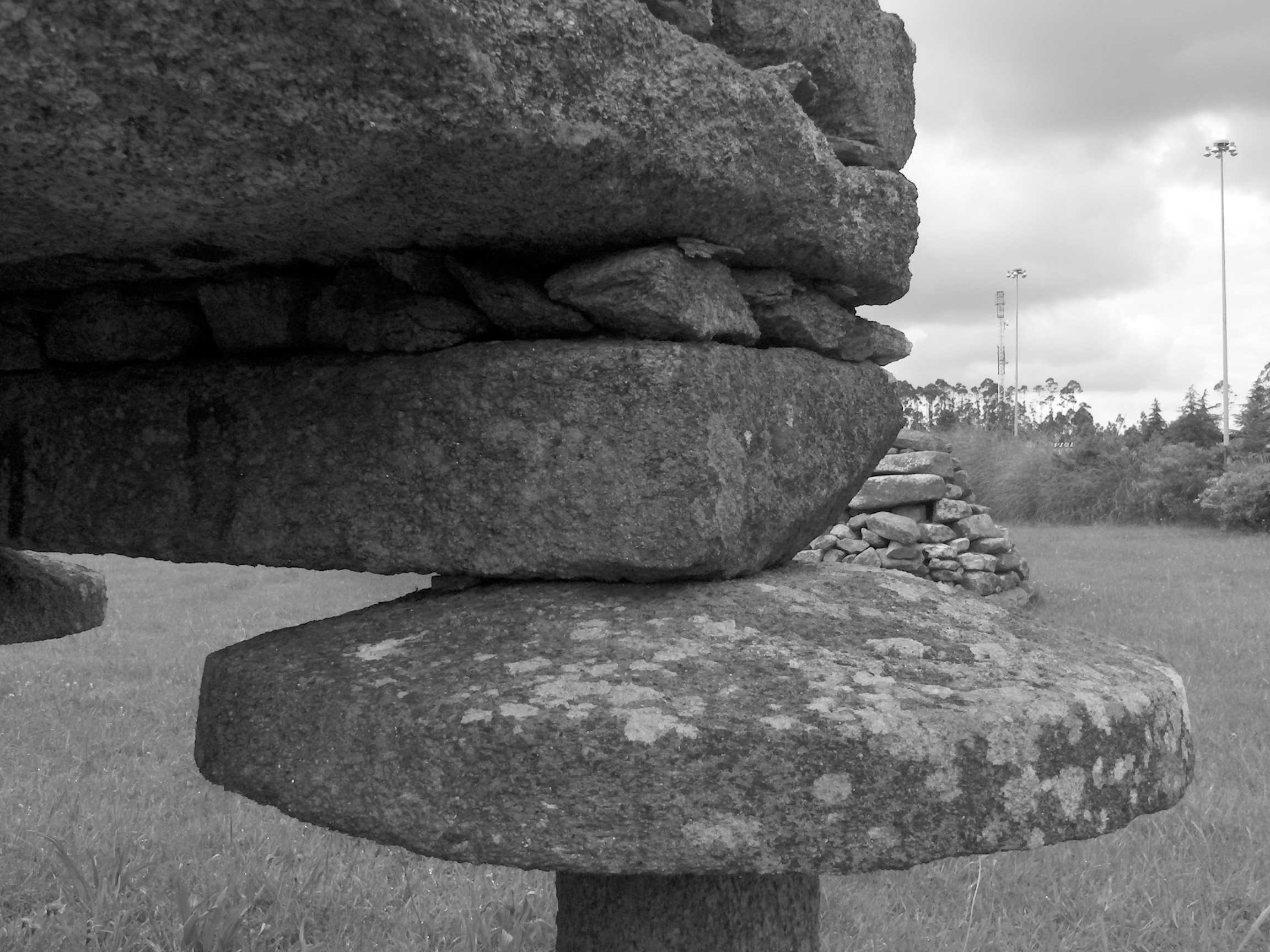
Encuentro del tornarratos con la columna y el dintel.

Los muros transversales (cepas) se emplean en las zonas en las que el granito está muy diaclasado. Son casi exclusivos en el norte y este de la provincia de La Coruña y en casi toda la de Lugo y en la zona vecina de la de Orense. Sobre ellos se emplean también tornarratos. En la zona de transición entre columnas y cepas se encuentran hórreos que emplean ambas soluciones, con muros transversales en las paredes laterales y columnas en el tramo intermedio. La colocación de los muros transversales también se corresponde con los tramos del hórreo. Suelen ser muros de mampostería tan largos cómo ancha es la cámara, pero también los hay compuestos de unas pocas piezas de cantería de perfil variable. En el occidente asturiano los muros transversales suelen tener una gran altura, por la necesidad de elevar la cámara hasta conseguir una buena ventilación. En estos casos es habitual que el espacio entre los muros transversales se aproveche para alojar un granero que mantiene su cubierta alejada del suelo del hórreo para no perjudicar la ventilación inferior. En algunas zonas, especialmente en el norte, se aprecian ciertas pautas en la orientación de los hórreos, que tienden a buscar una mejor ventilación colocándose perpendicularmente a la dirección de los vientos predominantes en la zona, de suerte que la cara más larga de la cámara reciba la máxima cantidad de aire.
La base maciza es un pedestal de mampostería en seco de aproximadamente las mismas dimensiones que la cámara en planta. Se emplea en zonas escasas y muy localizadas: centro-oeste de la provincia de Lugo con cámara de madera, norte de La Coruña con cámara mixta y litoral norte de Portugal. El granero inferior también tiene las mismas dimensiones que la cámara. Su uso se extiende por el norte de la provincia de La Coruña, especialmente en la comarca de Bergantiños, en la zona entre Ferrol y Ortigueira y en la comarca de Valga y en la zona de El Pino, además de la comarca de la Marina luguesa.
Los pies de los hórreos erguidos en terreno comunal tienen el valor legal de ser considerados como señal de propiedad de la porción de terreno en el que este se yergue, hasta el punto de que, aunque desaparezca el hórreo, el propietario mantiene sus derechos sobre el solar mientras los pies sigan en él y si se deshace el hórreo los pierde al retirar de allí los pies, aunque los restantes materiales permanezcan en el sitio.

### Accesos

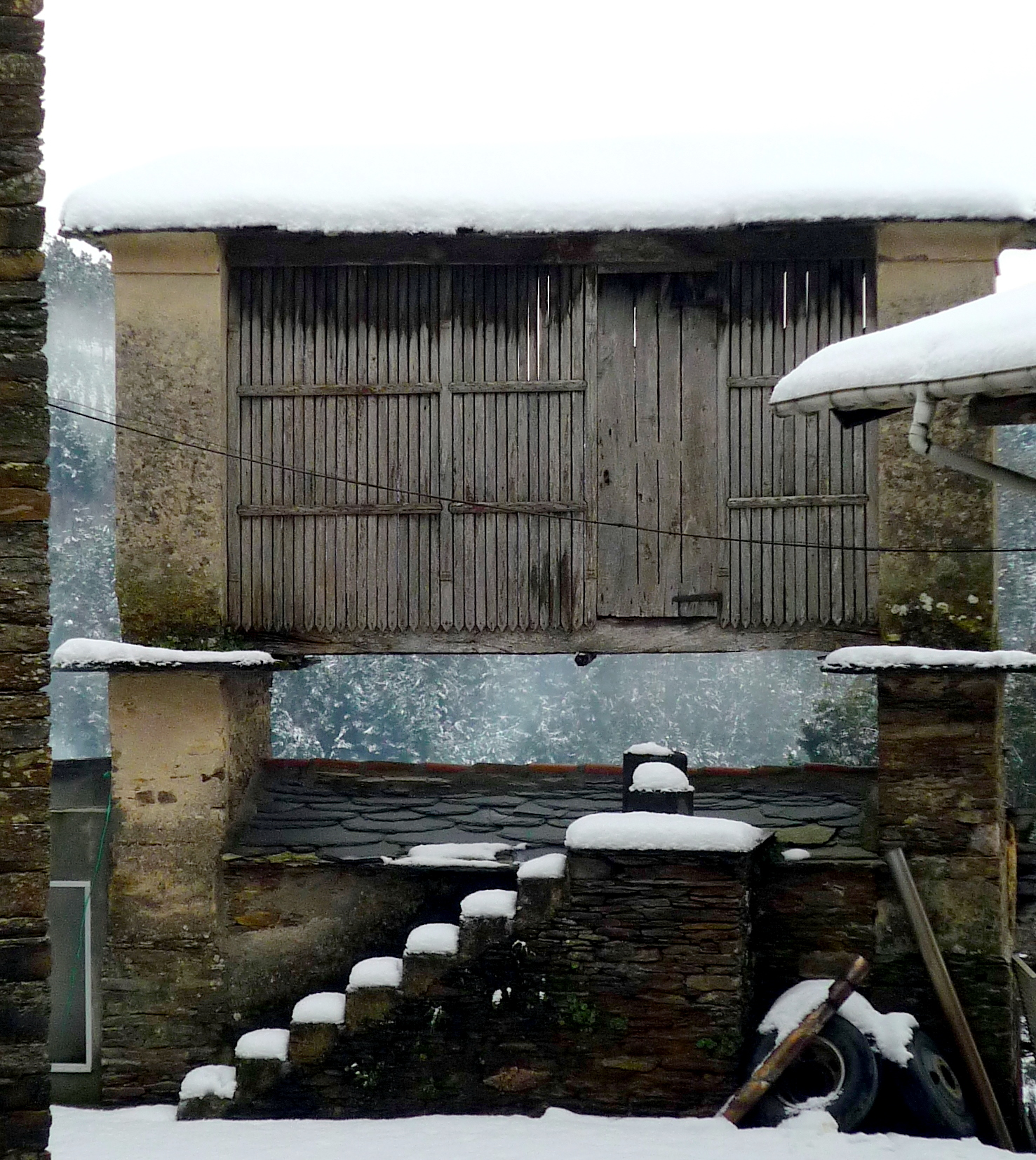
Escalera fija de acceso a un cabozo en Mondoñedo.

Como norma general los elementos que resuelven el acceso a la cámara del hórreo no deben permitir la entrada de animales. Si alguna escalera fija o pasarela conduce a la cámara, se detiene a una distancia suficiente para garantizar su aislamiento. Normalmente el acceso se resuelve simplemente con un elemento móvil, sea una escalera de mano de pocos escalones o un banco de madera, colocados sobre el patio de desembarco para salvar la altura entre éstos y la cámara.
La situación de la puerta es variable dependiendo de los tipos y bastante constante dentro del mismo tipo. Suele ir en una de las paredes transversales, y con menor frecuencia en una de las costales. Normalmente tiene la misma altura que la propia cámara. Su apertura es siempre exterior y con frecuencia tiene un umbral prominente que ayuda a contener el grano dentro de la cámara. En casos excepcionales podemos encontrar dos puertas, una en una pared transversal y otra en un costado, o bien una en cada pared transversal. A veces delante de la puerta hay una pequeña terraza que facilita el acceso y la carga del hórreo, unas veces como ampliación de uno de los tornarratos, otras como prolongación del suelo de la cámara. 
Excepcionalmente podemos encontrar postigos de descarga que permiten sacar las mazorcas sin necesidad de abrir la puerta. Son más frecuentes en Portugal, al sur del río Duero, o en algunos hórreos gallegos construidos por canteros portugueses.

### Cámara

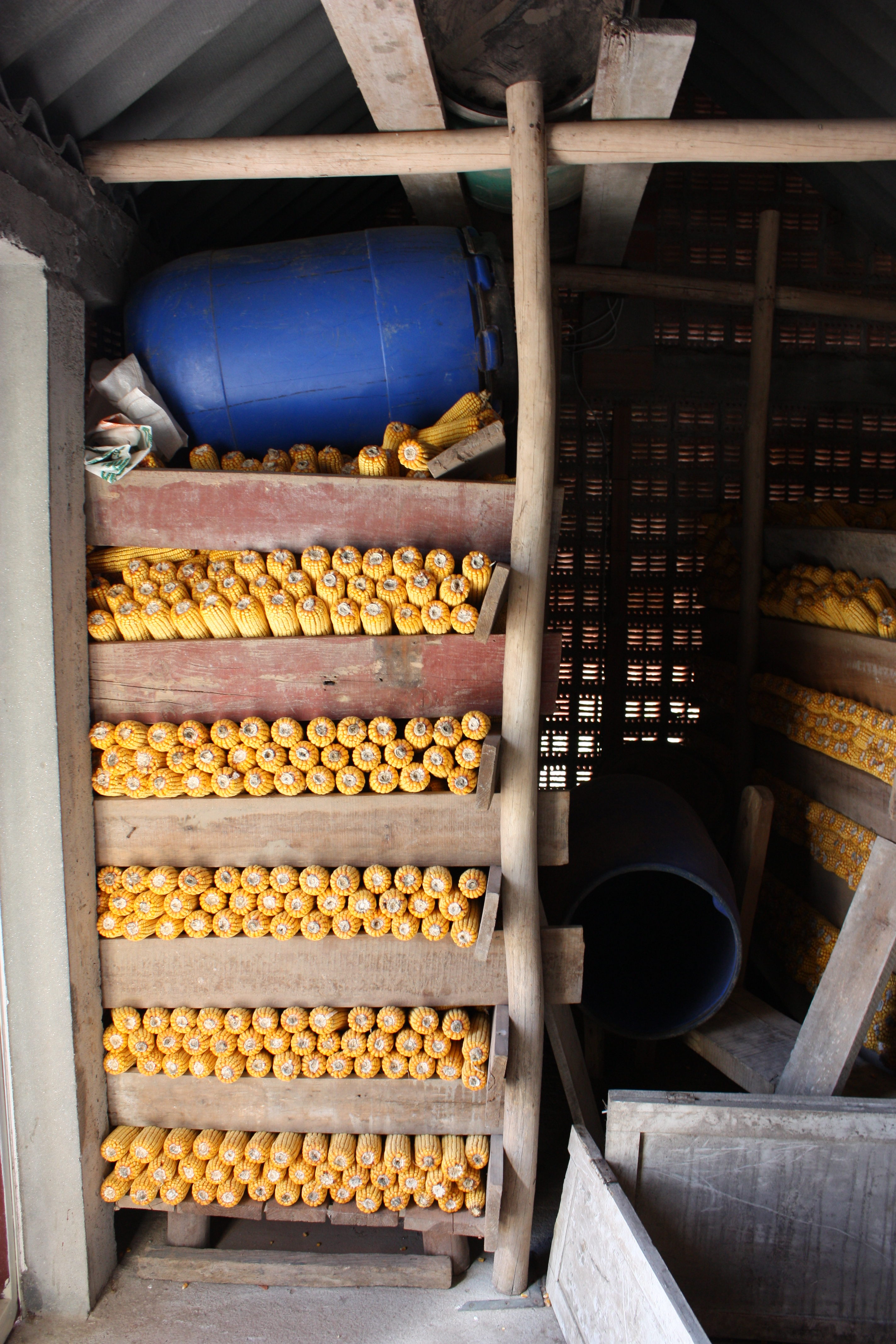
Cámara de un hórreo en Boiro.

La cámara es el recinto en el que se almacena el grano. Por lo general tiene planta rectangular y altura, anchura y longitud variables. Los hórreos más largos llegan a superar los 35 metros, como el de Lira, el de Araño o el de Carnota. Está formada por un suelo llamado lastra, dos paredes longitudinales llamadas costais y dos transversales llamadas cabaceiras o penais. Se soporta todo sobre un bastidor llamado marco compuesto de dos trabas llamadas doelas, mesas o pontóns en los lados largos y dos travesaños o cabezas en los lados cortos. Este esquema constructivo básico tiene muchas variantes según las zonas, las técnicas y los materiales empleados.
La longitud de la cámara oscila entre 1,30 y 1,50 metros, con el objeto de que las espigas no estén muy lejos de la pared. La cámara está constituida por las siguientes partes: unas vigas inferiores llamadas grades o pontóns, el suelo de tablas sobre ellas, unas columnas, las padieiras o linteis, y los pinches; unos elementos de cierre o paredes laterales, de materiales diversos y con numerosas aberturas de ventilación, unas vigas superiores llamadas soleiras, y unos elementos de cobertura que acostumbran a ser a dos aguas. Las paredes permiten la ventilación por todos los costados y la estructura se protege de la lluvia con un tejado de teja a dos aguas que se adorna en los dos extremos con cruces y otras formas en piedra.
La cámara combina la madera y la piedra en diferente proporción, con la singular particularidad de que el catálogo de partes que la componen se mantiene, con independencia del material, aunque adaptando su despiece y sus proporciones. Los paramentos de piedra pueden adoptar soluciones muy variadas y estar realizados de perpiaño entre calces, de cantería, de mampostería en seco, de postes biselados, de celosía de pizarra, de sillares alternados y, más recientemente, de ladrillo cerámico hueco o perforado. Los paramentos de madera pueden estar formados por tramas de madera con balagustos verticales o, más escasamente, horizontales. Cada una de estas soluciones puede constituir el paramento entero o estar formado por tramos discontinuos o de distinta fábrica.
En Portugal, en los distritos de Aveiro y Oporto, las cámaras tienden a ser estrechas y de madera y en ellas predomina el empleo de paredes inclinadas hacia fuera y grandes aleros que eviten la entrada de agua de lluvia.

### Elementos ornamentales y simbólicos
Formando parte de la composición del hórreo hay toda una serie de elementos que no tienen utilidad práctica. Adornan el hórreo contribuyendo a aumentar su belleza y, por otra parte, expresan la concepción que tiene el paisano de su relación con el cultivo y con la guardia del grano, desde una perspectiva antropológica y cultural.
Sobre el tejado es fácil encontrar un amplio repertorio de elementos terminales con un sentido a medio camino entre lo decorativo y lo funcional:
- Cruces. Son más frecuentes en los hórreos de realización más cuidada, de manera que se puede decir que por lo menos la mitad de los hórreos no llevan cruz. La presencia de la cruz se corresponde casi directamente con el tipo de hórreo, predominando en los tipos pétreos y menos en los de madera.
- Capiados. Remates cónicos que bordean la parte baja del alero. Exclusivos del litoral lugués.
- Guardavientos. Sujetan las tejas aportándoles peso.
- Remates piramidales. Van sobre los vértices de los pinches (remates triangulares colocados en la parte superior de la pared de una cámara con tejado a dos aguas), o bien en el que no lleva cruz o bien en los dos. En casos muy ornamentados flanquean por parejas una cruz sobre cada pinche.
- Pináculos. Acompañan a la cruz en el pinche opuesto.
- En los hórreos de madera y mixtos los remates disminuyen. Sin embargo cuando se encuentran tienen formas muy diversas: campanarios, torres, capillas, relojes de sol, figuras de santos, cálices, custodias, gallardetes, veletas, formas animales, etc.

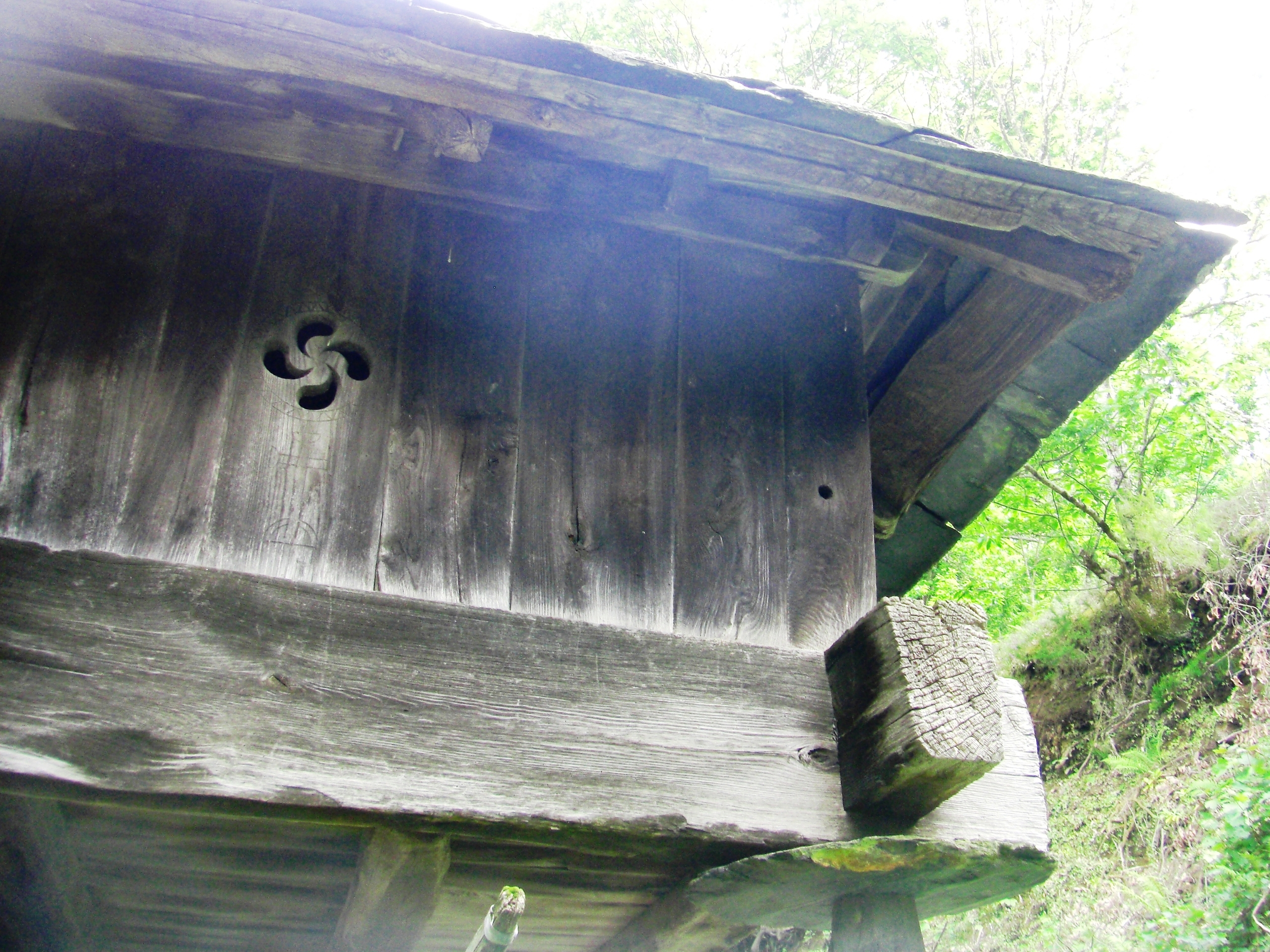
Tetrasquel recortado en la madera de un hórreo de tipo asturiano en Os Ancares (Lugo).

Los ornamentos de cubierta guardan una especie de jerarquía en relación con su posición sobre el hórreo. Así, si hay una cruz sobre la pared lateral en la que está la puerta se dejan para el otro extremo los elementos puramente ornamentales, como pináculos o gallardetes. De manera análoga, cuando la puerta está en el costado del hórreo hay elementos de grado análogo coronando los dos pinches, sean estos cruces o pináculos. Cuando hay más de una puerta desaparece todo símbolo preponderante de la sobrepena (pieza sobre el pinche que sobresale para evitar que caiga o que penetre el agua por las juntas), en cada pared lateral llevan sobre cada una de ellas el mismo elemento, o bien carecen de él.
Los hórreos de tipos mixtos llevan todas las superficies exteriores de madera pintadas para favorecer su conservación. Se prefieren colores oscuros en paños planos que frecuentemente están delimitados por los elementos estructurales de los costados, componiendo cuarterones, ajedrezados o campos en losange.

### Cubierta
En la mayoría de los casos es a dos aguas, salvo en algunas zonas del norte, donde puede tener cuatro, y más raramente tres. La pendiente es variable y depende del material de cubrición. Como norma general el tejado se resuelve con un desnivel de un tercio del ancho de la cámara, lo que da una pendiente media de un 33%. Los valores extremos oscilan entre el 40-45% y el 20-25%.
Los faldones son mayoritariamente de teja cerámica, pero se emplea también la losa de pizarra, especialmente en el norte. La teja, normalmente curva, se emplea en las zonas sur y oeste, mientras que en el norte es más frecuente la pizarra, con una estrecha zona de transición intermedia, en la que se dan soluciones mixtas. Las cubiertas de tablillas de madera se emplean casi exclusivamente en edificios muy pobres, y a causa de la caducidad del material están casi desaparecidos. La escasa dimensión de las cubiertas permite usar en ellas la losa de granito, aunque con poca frecuencia. Las cubiertas de colmo se reservan para los cabazos vegetales ligeros y para los hórreos de tipología asturiana, en los primeros cómo pieza unitaria que se puede separar de la cámara para llenarla de mazorcas.

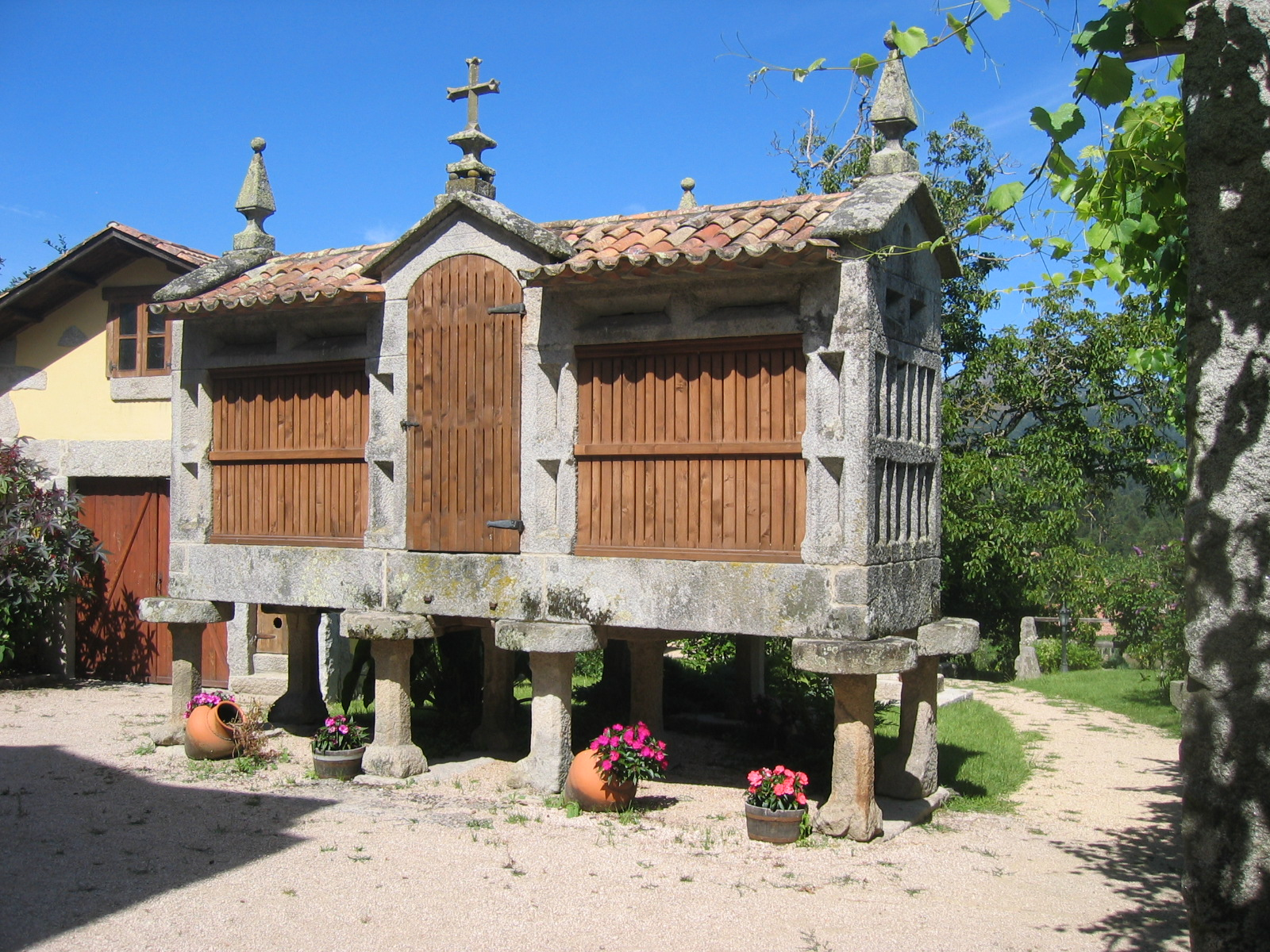
Hórreo con tercera pimpinela.

La cubierta está soportada por las tijeras (ángulo de dos maderos en forma de A que da la forma apuntada a los tejados), la cumbre (caballete del tejado) y las ripias (tablas sobre las que descansan las tejas o las losas), y puede tener unos remates terminales de piedra en los extremos llamados sobrepenas o tornaaguas o estar rematado por un alero (beiril, hilera de tejas que salen de la cornisa). El caballete o cumbrera central (cumieira) descansa sobre las corvas, que van sobre las columnas de las cabeceras. Sobre las mismas corvas se sostiene el tellerol (tabla recortada sobre la que apoyan las tejas del alero del hórreo), que soporta las telas del tejado, y el alero por su cara inferior. En los tejados a dos aguas los pinchos delantero y trasero se cierran con pimpinelas (capa de piedra que va sobre el ángulo más alto del hórreo). Como es habitual en la arquitectura popular gallega, las cubiertas no tienen mucha inclinación. Normalmente los tejados sobresalen poco, pero hay una tendencia a acentuar los aleros cuanto más al sur, sobre todo cuando se trata de hórreos de madera, hasta llegar a tener, ya en Portugal, un vuelo equivalente al ancho de la cámara, especialmente en el área entre Aveiro y Oporto.
Raramente, y en hórreos con puerta lateral, la cubierta forma sobre la lumbrera un encarte con forma de buhardilla que sobresale sobre el alero con una tercera pimpinela.

## Características formales y constructivas
El hórreo gallego es un edificio de pequeño tamaño, oblongo y de planta rectangular, con cubierta a dos aguas y crujía y altura escasas. Sus dimensiones, sus materiales y el conjunto de elementos empleados en su construcción son muy variados, aunque siempre dentro de la economía y del repertorio habituales en la arquitectura popular: altura libre mínima, volúmenes muy netos, fábricas y carpinterías de materiales locales. Se accede a la cámara a través de una escalera exterior que no llega a tocar la puerta del hórreo o, raramente, de una pasarela.

### Evolución de las técnicas
La evolución del hórreo ha sido muy lenta, ya que tiene su comienzo en la prehistoria. El primer tipo empleado se supone que sería muy semejante al actual hórreo de varas, un granero-cesto vegetal transportable y ligero. Las etapas posteriores de esta evolución serían las siguientes:
- Romanización: construcción del hórreo con madera, con la consiguiente adopción de la forma rectangular.
- Difusión del cultivo del maíz: aumento de la capacidad de almacenamiento por prolongación de la cámara manteniendo la anchura, especialización para el curado del grano en las mazorcas con la permeabilización de los costados de la cámara.
- Petrificación: utilización de la piedra para darle solidez y hacerlo perdurable en el tiempo.

En este proceso evolutivo el hórreo conservó siempre sus características morfoestructurales y su función, con una progresiva especialización orientada al cultivo del maíz. La hipótesis evolutiva se vería confirmada por la permanencia de formas propias de la arquitectura de madera en el despiece de la fábrica de piedra, especialmente en los costados y en sus hendiduras.
El incremento productivo de mediados del siglo XX, previo a la actual crisis agraria, provocó la sustitución de numerosos hórreos por equivalentes de mayor tamaño construidos con cemento y ladrillo, materiales que en esa época estaban comenzando a ocupar el lugar de los tradicionales.

### Volumetría
Morfológicamente un hórreo tiene una directriz horizontal predominante que resulta de la necesidad de ofrecer la máxima superficie de ventilación y la máxima capacidad de almacenamiento sin sobrepasar la dimensión transversal óptima. La posibilidad virtual de extender el hórreo siguiendo esa directriz horizontal obliga a articular la composición de su volumen en función de una composición modular. El sistema de sustentación impone a la estructura constructiva del hórreo un ritmo que deriva de la capacidad portante de las lumbreras de piedra que salvan las distancias entre soportes. De este modo la del hórreo es una yuxtaposición de módulos definidos por el intervalo entre dos parejas de pilares o dos muros transversales. En los hórreos sobre base cerrada esta necesidad de modulación desaparece, por lo que es posible emplear paños de mampostería en seco, mientras que en los hórreos mixtos son los peones los que marcan el ritmo y en los de madera se diluye la modulación entre las muchas particiones de los paramentos.
Los espigueiros portugueses no se alejan significativamente de las formas empleadas por lo general en Galicia, a no ser por la especial abundancia de las soluciones constructivas en madera, la mayor parte de las veces entre paredes laterales de cantería. Los de Lindoso y los de la sierra de Arga son conocidos por lo excepcional de su ejecución totalmente en piedra. Por lo demás el más extendido es el espigueiro de técnica mixta en piedra y madera. Como variante característica se detectan subtipos en los que está acentuada la dimensión vertical o bien la transversal. Llama la atención el empleo de paredes inclinadas y sección trapezoidal como soluciones características.

### Situación

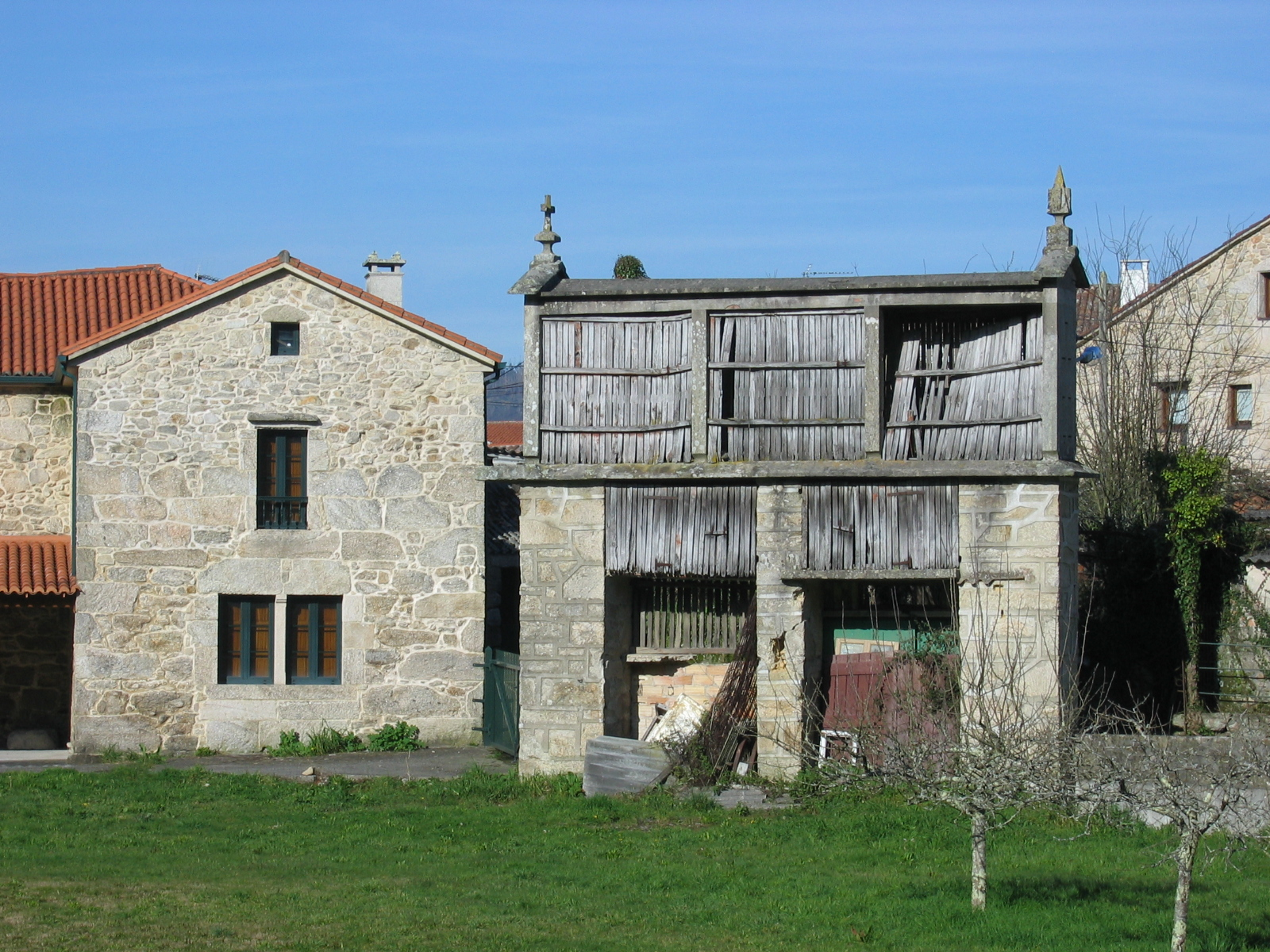
La elevación mejora la ventilación.

La situación del hórreo tiene más relación con la casa y no tanto con el maizal. La necesidad de situarlo en las cercanías de la casa obliga a adaptar el hórreo al tamaño y a la forma de la era, lo que da pie a localizaciones diversas, más elaboradas cuanto más escasea el espacio: sobre los muros de la era, sobre el portalón de entrada, sobre un camino o en agrupaciones sobre un terreno comunal. Estas posiciones elevadas favorecen la interceptación de las corrientes de aire y la ventilación del grano. 
En terrenos inclinados el hórreo se sitúa por lo general en el sentido de la pendiente. En este caso, si el hórreo va sobre columnas, y dado que todas tienen la misma longitud, se hace preciso clavarlos en un zócalo horizontal que hace de losa de cimentación. Si va sobre muros transversales la compensación de la pendiente se resuelve aumentando la altura de los muros transversales de la parte más baja.

### Fábricas
En una clasificación según el material constructivo empleado, hay básicamente dos tipos de hórreo: el de piedra y el de madera. Las versiones mixtas son numerosas y difieren en la proporción en la que se emplean estos materiales y en que partes. El empleo de uno o de otro material viene determinado por la naturaleza de los afloramientos rocosos predominantes. La mayor parte de la superficie de Galicia corresponde a los tipos mixtos, que ocupan áreas que se superponen. Predominan los tipos con menor uso de piedra en las partes norte y oriental de la provincia de La Coruña y en la de Lugo. El uso de la piedra aumenta hacia el oeste y el sur, hasta llegar a los tipos con predominio de la piedra en las provincias de Orense y Pontevedra, especialmente en esta última, hasta llegar a zonas de hórreos exclusivamente de piedra. Las áreas de predominio de la piedra y de la madera se corresponden con las dos zonas geológicas de la Galicia granítica y de la Galicia pizarrosa.
El hórreo de cantería predomina en la parte occidental de las provincias de La Coruña y Pontevedra y en el norte de la de Lugo, pero sin llegar a ser exclusivo. El granito de estas zonas está poco diaclasado, lo cual permite emplearlo dentro de un esquema constructivo arquitrabado constituido por piezas horizontales de gran luz sostenidas por columnas verticales. En el norte el granito, muy hendido, no permite su sumisión a esfuerzos de flexión. Por este motivo el hórreo está sostenido por muros transversales de mampuesto y peones de granito, o es todo él de madera sobre muros transversales de mampostería, ya más al norte.
En los casos en los que corresponda construir soportes de fábrica se procura minimizar el número de juntas verticales para reducir al mínimo la cantidad de humedad que pueda ascender desde el suelo por capilaridad. En los hórreos sobre columnas este problema está resuelto por el monolitismo de la propia columna. Para conseguir el mismo afecto, en los muros transversales de mampostería se adopta el uso de tornarratos horizontales, que cortan la comunicación de la cámara con el suelo a través de juntas verticales de mortero.
Los materiales de cubrición empleados son tres: la teja cerámica (casi siempre curva), la losa de pizarra y la losa de granito. La teja cerámica es material exclusivo de toda el área occidental y meridional. La pizarra se encuentra en el área oriental. La losa de granito es empleada raramente, más cuanto más al sur.
Las áreas de distribución de las cubriciones de teja y pizarra se corresponden con las dos zonas fundamentales del mapa geológico gallego: la occidental, de granito y gneis, y la oriental, de pizarras paleozoicas. El límite entre una y otra sigue aproximadamente los valles del Sil, el Cabe, el Masma y la ría de Foz.

## Clasificación tipológica
La gran diversidad geográfica de Galicia propicia una enorme variedad formal en su arquitectura. De esta variedad nacen múltiples tipos arquitectónicos que tienen áreas de distribución con límites imprecisos o que se interpenetran. Por ello las diferentes variedades tipológicas del hórreo no tienen una correspondencia clara con las comarcas. La siguiente clasificación de los tipos de hórreo es la empleada por Ignacio Martínez Rodríguez, único autor que profundizó en su estudio tipológico. Está ordenada según las localidades en las que se dan sus características definitorias.
| Tipos primitivos Pequeños graneros ligeros y portátiles, hechos de materias vegetales. - Hórreo de varas | Tipos de madera Cubículos de tramado ligero sobre soporte pétreo, tamaño medio. - Hórreo mariñán - Hórreo tipo pajar o piorno - Hórreo tipo Salnés - Hórreo bergantiñán | Tipos de piedra Transposición de las formas de la madera al trabajo de la piedra. - Hórreo tipo Ribadeo - Hórreo tipo San Pedro de Visma - Hórreo tipo Coristanco - Hórreo tipo Finisterre - Hórreo tipo Noya - Hórreo tipo Morrazo | Tipos mixtos Petrificación parcial de los elementos estructurales y de cierre. - Hórreo tipo Carral - Hórreo tipo Carballo - Hórreo tipo Mondoñedo - Hórreo tipo Mahía - Hórreo tipo Pontevedra - Hórreo tipo El Pino | Tipos especiales Variaciones volumétricas sobre el tipo base de cámara rectangular. - Hórreo tipo Cabanas - Hórreo tipo Villalba - Hórreo tipo Tuy |

El mismo autor tiene identificadas tres tipologías de hórreos de albañilería, a las que denominó hórreo tipo Lugo, tipo Cedeira y tipo Carballo, de los que se prescinde aquí por no corresponderse con los modos tradicionales de construcción.

## Variantes tipológicas

### Lahórrea

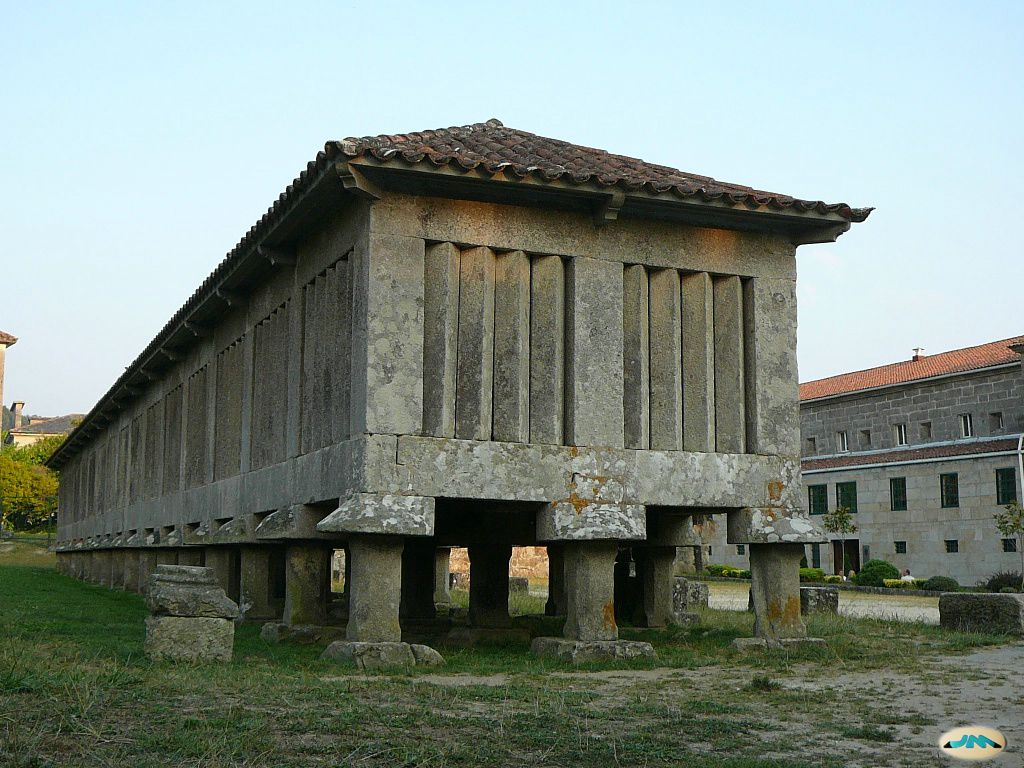
Hórrea en el Convento de San Juan de Poyo.
Tiene un volumen interior de 123,25 m³ y se sostiene sobre 51 pies.

En la zona costera de Galicia, especialmente en la más meridional, se presenta otra variante tipológica escasamente difundida y poco desarrollada, conocida como hórrea, y que equivale aproximadamente a lo que en el área eo-naviega se llama cabazón. Se supone que se trata de una evolución tardía del hórreo (siglo XX) desarrollada para asumir rentas cuantiosas en especie o bien, más recientemente, el incremento de la producción agrícola resultado de la mecanización de la agricultura y del empleo de abonos químicos.
La hórrea no se prodiga mucho y es escasamente conocida, quizás por sus grandes similitudes formales con el hórreo. Difiere del hórreo en su mayor tamaño y capacidad, dadas sobre todo por el aumento de la crujía. De esta peculiaridad formal de la hórrea deriva la necesidad de introducir variantes en los elementos de sustentación, que en este caso son o bien tríos de pies en vez de parejas, o bien muros transversales, o bien la solución más habitual, los graneros corridos. En el interior, la hórrea tiene el espacio dividido en varias cámaras, distribuidas a lo largo de un corredor central.

### Los hórreos en esquina

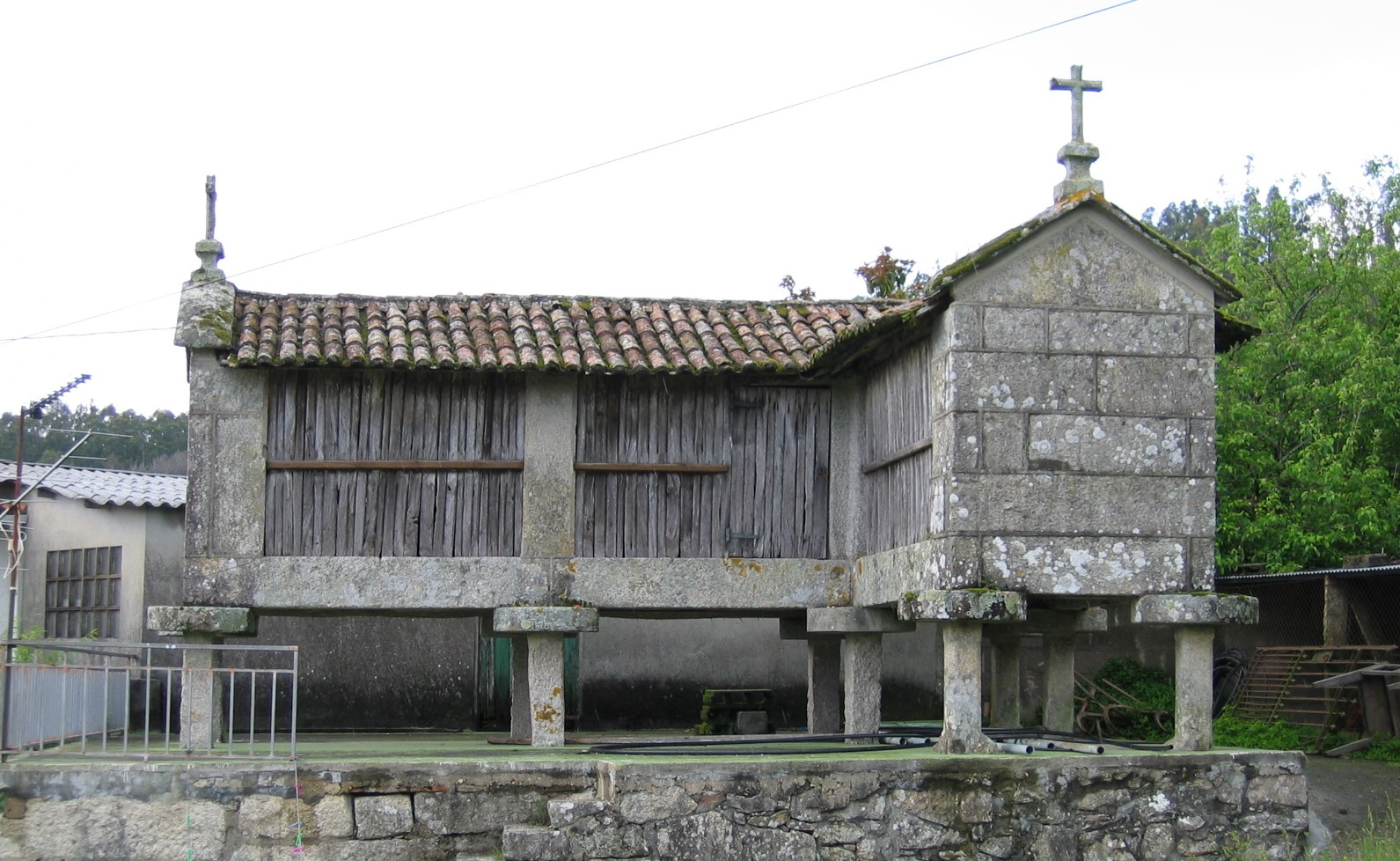
Hórreo en esquina en Meaño.

La característica más destacable de este subtipo es su planta en L. Esta forma atípica suele responder a la estrechez del terreno más que a la conveniencia constructiva. De hecho no es la solución idónea para una buena ventilación de las mazorcas. El encuentro de las dos cámaras en perpendicular origina soluciones formales muy singulares en la intersección de sus cubiertas.
Los hórreos en esquina son bastante escasos, y todos los que se conservan son obras unitarias, lo cual quiere decir que ninguno es el resultado de la agregación de dos hórreos de distinto origen. En total no hay localizados más de media docena de ellos, la mayor parte en la provincia de Pontevedra.

### Los hórreos combinados

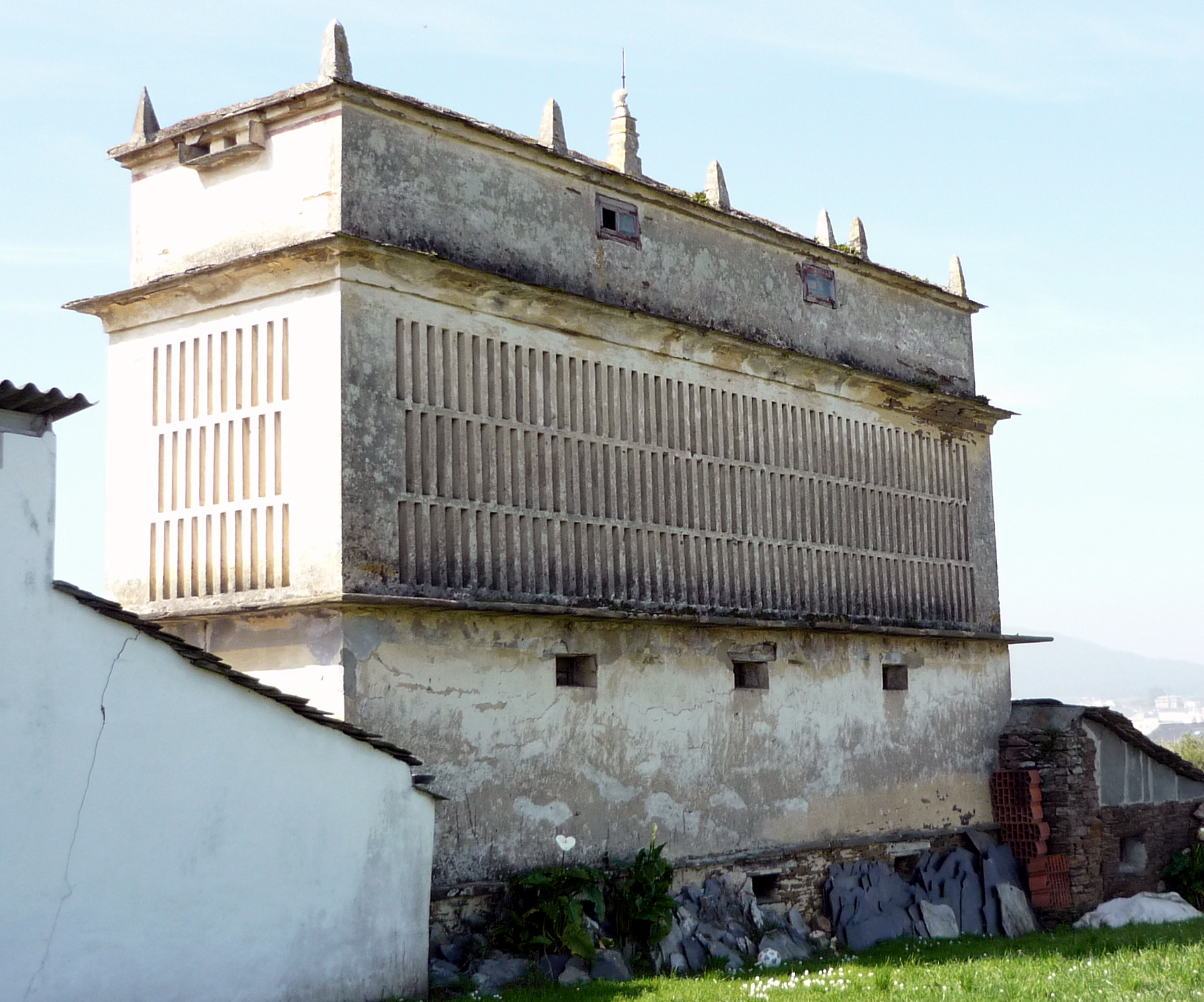
Hórreo y palomar sobre base cerrada.

Ya quedó dicho que con frecuencia la cámara del hórreo descansa directamente sobre una base cerrada o granero a nivel del suelo, conformando una unidad de almacenamiento dividida en estratos más o menos separados del suelo y más o menos próximos al aire. Esta solución se extiende por toda Galicia, pero es en el norte lugués y en el occidente asturiano donde encontramos una variante que viene a explorar la eficiencia de esta compactación de usos auxiliares.
Así aparecen hórreos de uso combinado que acentúan la dimensión vertical para dar cabida a espacios de almacenaje a nivel del suelo, de secado en la primera altura y de cría de palomas en una segunda altura construido sobre la primera. En Asturias aparecen soluciones análogas consistentes en la hibridación de un hórreo tipo asturiano con dos tipo gallego que se arriman a aquel por sus caras más largas, dando origen a dos cámaras de secado cerradas en los extremos del corredor.

### Las agrupaciones de hórreos

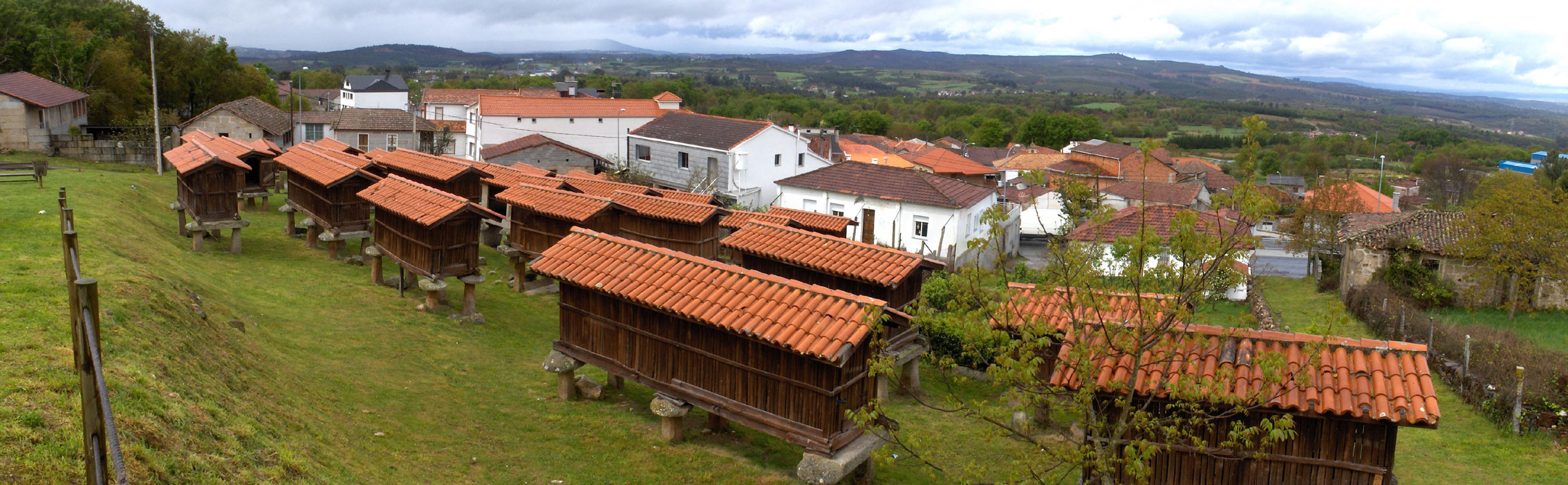
Agrupación de hórreos en La Merca.

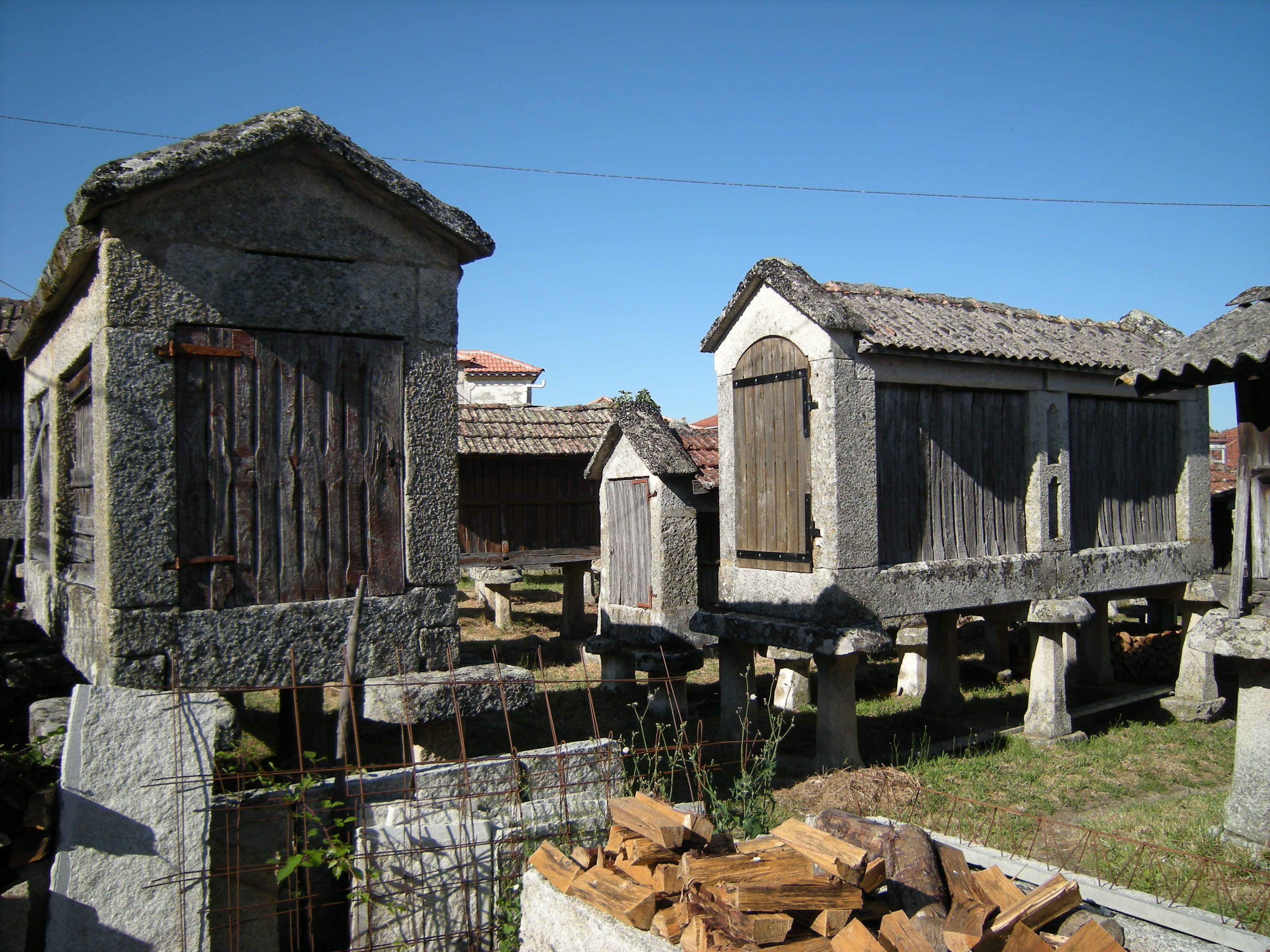
Agrupación en Carballeda de Avia.

A causa de la necesidad de proveerse de maíz con cierta frecuencia, el hórreo se emplaza al lado de la era o de la huerta de la casa. Puede ir también sobre los muros o sobre el portalón de entrada. Cuando en un lugar habitado estos modos de aproximarse a la casa no son posibles, aparecen agrupaciones en los espacios periféricos del núcleo de población. Esta solución aparece por toda la geografía gallega y en el noroeste portugués, pero con especial frecuencia en Tierra de Montes, en la provincia de Orense y en ciertas zonas costeras de La Coruña.
Por lo general las agrupaciones invaden terrenos comunales que antaño tuvieron un uso productivo, posteriormente desplazado, aproximando el espacio de almacenaje del grano al de la paja y al lugar en el que se maja. Son lugares abiertos, bien ventilados y de acceso fácil. En las agrupaciones conviven hórreos de diferente tipo y no parece haber una pauta en lo referente a la orientación ni a los materiales.
Entre las más singulares están las agrupaciones de Combarro, de setenta y seis hórreos entre los que hay de madera, de piedra y mixtos; la de Filgueira (Cerdedo), con quince hórreos mixtos; dos en el ayuntamiento de Dodro, una con veinte hórreos mixtos y otra con quince de piedra; la de Bornalle (Muros), con veintidós hórreos de piedra; la de La Merca, con treinta y tres hórreos de madera y dos mixtos. Agrupaciones semejantes se presentan también en Portugal.
En el lugar de Vivenzo (Melón, Orense) se encuentra una original agrupación de diez hórreos de varas, que antaño llegaron a ser quince. Tienen cámara troncocónica invertida sobre una losa asentada sobre pies de granito.

## Situación legal

### Marco normativo

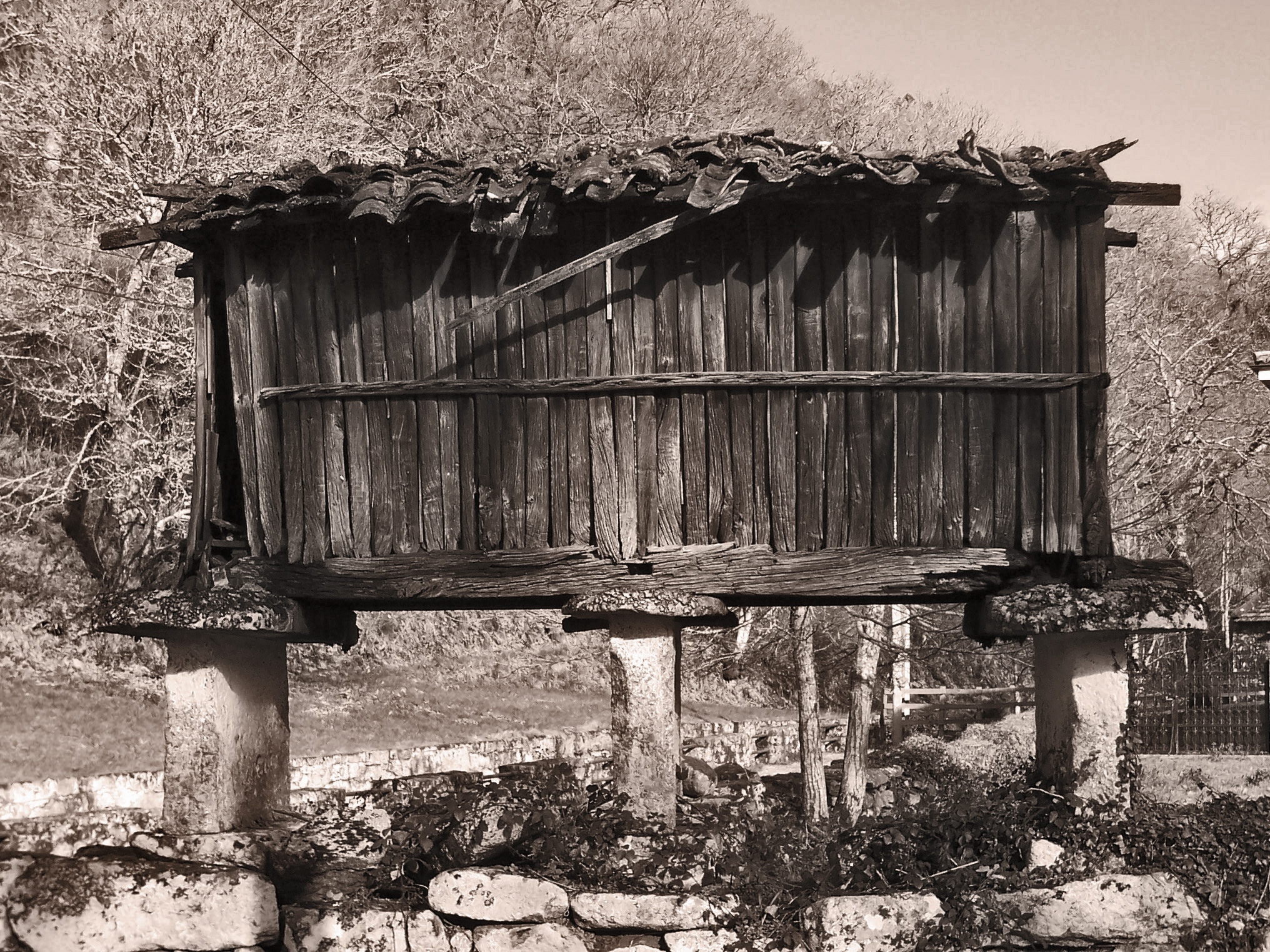
Hórreo en ruinas en San Cristóbal de Cea.

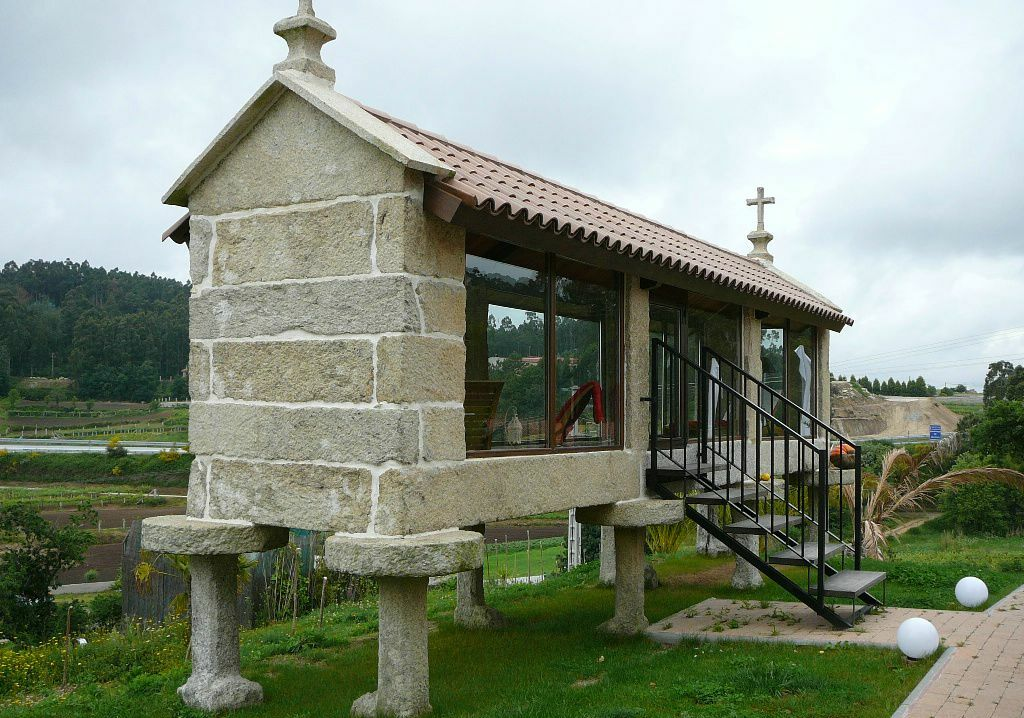
Muchos hórreos se habilitan para nuevos usos.

En 1973 se aprueba el Decreto 449/1973, de 22 de febrero, que colocaba bajo la protección estatal todos los hórreos y cabazos antiguos existentes en Galicia y Asturias. Esta breve norma, de tan solo cinco artículos, intentaba atajar las consecuencias del abandono del modo de vida rural y la pérdida de uso de los hórreos, encomendando a la administración local su inventario y cuidado e impidiendo su desmonte y traslado.
En 1985 la Ley 13/85, de 25 de julio, del Patrimonio Histórico Español, en su artículo 47.1 define: «Son bienes inmuebles de carácter etnográfico (...) aquellas edificaciones e instalaciones cuyo modelo constitutivo sea expresión de conocimientos adquiridos, arraigados y transmitidos consuetudinariamente y cuya factura se acomode, en su conjunto o parcialmente, a una clase, tipo o forma arquitectónicos utilizados tradicionalmente por las comunidades o grupos humanos». Edificios tan singulares como los hórreos quedan englobados en esta definición, como queda prácticamente todo lo edificado ligado a la vida campesina. Esta ambición protectora de dicha ley se basa en delegar la obligación de la conservación, y así, en el artículo 36 establece: «Los bienes integrantes del patrimonio histórico español deberán ser conservados, mantenidos y custodiados por sus propietarios o, en su caso, por los titulares de derechos reales o por los posesores de tales bienes».
Al año siguiente se aprueba el Real Decreto 111/86, de 10 de enero, del Patrimonio Histórico Español, que viene a desarrollar parcialmente la antedicha Ley 13/85. No introduce mayor novedad, sin aportar herramientas de financiación ni divulgación efectivas encaminadas a la conservación del patrimonio. El mismo camino sigue su modificación del año 2002.
Habrá que esperar largo tiempo tras la aprobación del Estatuto de Autonomía de Galicia para que la administración gallega decida regular la gestión del patrimonio histórico y artístico del país. La Ley 8/1995 de 30 de octubre, del Patrimonio Cultural de Galicia, en su artículo segundo le concede a la administración gallega la competencia exclusiva sobre el patrimonio cultural de interés de Galicia y prevé de nuevo la creación de un Inventario General de elementos de interés arqueológico, religioso, arquitectónico y etnográfico, aun sin comenzar. A su vez define el patrimonio etnográfico cómo «los lugares y los bienes muebles e inmuebles así como las actividades y los conocimientos que constituyan formas relevantes o expresión de la cultura y modos de vida tradicionales y propios del pueblo gallego en sus aspectos materiales e inmateriales». Esta amplitud definitoria engloba, de nuevo, la mayor parte del marco físico rural, sin aportar mayor protección al patrimonio cultural.

### Inventario
Se desconoce el número de hórreos que hay en Galicia, pero se calcula que en 2004 habría en torno a los treinta mil, aunque su número decrece con rapidez. En pocas décadas ha pasado de ser una equipación indispensable en toda casa labriega a caer en el desuso. Este cambio forzoso de estatus productivo obliga ahora a optar entre considerarlo un elemento patrimonial o abogar por su desaparición a corto plazo.